# Bildtafel der Verkehrszeichen in der Bundesrepublik Deutschland von 1992 bis 2013

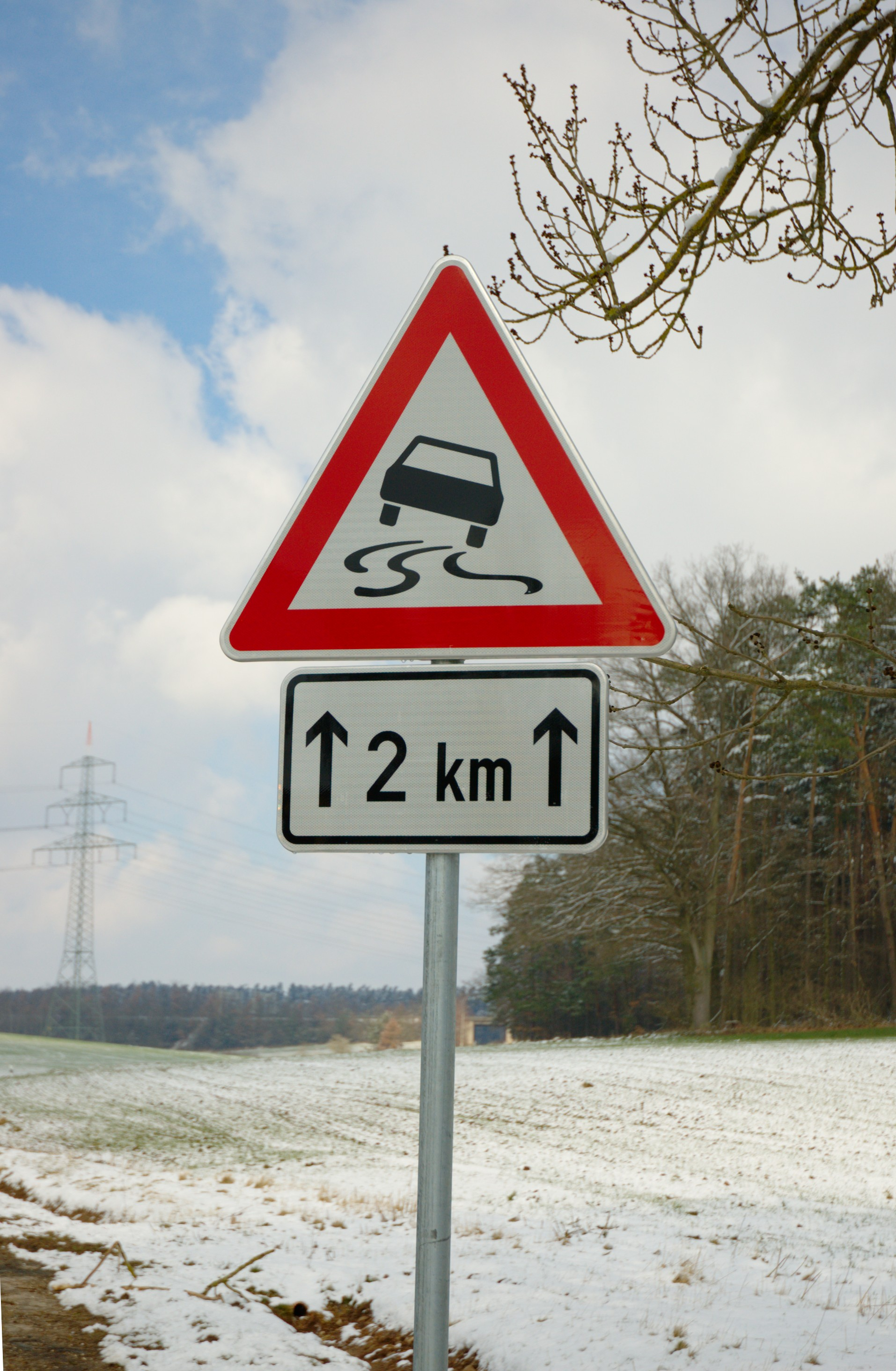
Mit der Gestaltungsnovelle von 1992 wurden die bereits 1980 definierten Sinnbilder vollständig umgesetzt. Außer auf der Autobahnbeschilderung und bei der vorwegweisenden Beschilderung wurde zudem der Herzpfeil abgeschafft und durch den ISO-Pfeil ersetzt

Die Bildtafel der Verkehrszeichen in der Bundesrepublik Deutschland von 1992 bis 2013 zeigt die zwischen 1992 und dem 1. April 2013 gültigen Verkehrszeichen in Deutschland, wie sie im amtlichen Verkehrszeichenkatalog (VzKat) aufgelistet waren. Die 1971 in der Bundesrepublik Deutschland eingeführte Straßenverkehrs-Ordnung (StVO) behielt mit den bis dahin erfolgten Änderungsverordnungen weiter ihre Gültigkeit. Für den Raum der ehemaligen Deutschen Demokratischen Republik führte die Gestaltungsnovelle von 1992 erstmals seit 1978 zu einer durchgreifenden Veränderung der Beschilderung. Neben den Verkehrszeichen der StVO wird hier unter anderem auf straßenverkehrstechnisch relevante Zeichenanordnungen im Verkehrsblatt, in der Eisenbahn-Bau- und Betriebsordnung (EBO) und in der Straßenbahn-Bau- und Betriebsordnung (BOStrab) eingegangen.
Der Verkehrszeichenkatalog vom 19. März 1992 konkretisierte die Änderung der Straßenverkehrs-Ordnung und wurde vom Bundesministerium für Verkehr, Bau und Stadtentwicklung im Verkehrsblatt veröffentlicht. Die am 1. Juli 1992 gültig gewordene Änderungsverordnung war keine Neufassung der 1971 in der Bundesrepublik Deutschland eingeführten Straßenverkehrs-Ordnung, sondern eine Novelle, in der insbesondere die gesamtdeutsche Verkehrssituation nach der Wende 1989/90 ihren Niederschlag finden sollte. Zudem wurden die meisten Sinnbilder der Verkehrszeichen überarbeitet (Gestaltungsnovelle).
Nach 1992 sind weitere Verkehrszeichen veröffentlicht oder bestehende Verkehrszeichen überarbeitet worden. In einem eigenen Absatz sind diese Änderungen mit Erscheinungsjahr aufgelistet.

## Gestaltungsnovelle
Die Gestaltungsnovelle der bundesdeutschen Verkehrszeichen geht bis auf das Jahr 1980 zurück. Damals wurde beschlossen, die Verkehrszeichengestaltung zu überarbeiten. Betont wurde bei dieser Überarbeitung, dass der Wiedererkennungswert eines Zeichens erhalten blieb. Es sollte jedoch ein graphisch einheitlicher, zeitloser Piktogrammcharakter gefunden werden. Grund dafür war die Absicht, die Wahrnehmbarkeit und Lesbarkeit auch bei schlechter Witterung zu verbessern. Zudem sollte das während des Internationalen Pariser Verkehrsabkommens von 1909 eingeführte Sinnbild „Bahnübergang mit Schranken oder Halbschranken“ (damals: „Bahnübergang“) abgeschafft und durch ein neu gestaltetes Sinnbild, das eine Elektrolok zeigte, ersetzt werden. Auch das Motorradsymbol, das erstmals in der Reichs-Straßenverkehrs-Ordnung von 1934 auftauchte, sollte nun ein zeitgemäßes Erscheinungsbild erhalten. In der Kritik standen insbesondere auch das aus der StVO-Novelle von 1956 stammende Zeichen für „Kinder“ sowie die meisten Piktogramme der StVO-Neufassung von 1970. Die „Fachgruppe Verkehrsregelung und Wegweisung“ der Bundesanstalt für Straßenwesen (BASt) beschäftigte sich bis Mitte der 1980er Jahre mit der Neugestaltung sämtlicher Zeichen. Das Verkehrszeichen 150 „Bahnübergang mit Schranken oder Halbschranken“ wurde jedoch erst mit der 2013 gültig gewordenen Neufassung der Straßenverkehrsordnung abgeschafft. Das erste nach den neuen Gestaltungsrichtlinien eingeführte westdeutsche Schild war 1980 das damalige „Zeichen 325“. Es blieb aber bis 1992 eine der wenigen Ausnahmen. Die Sinnbilder in Form seit der Gestaltungsnovelle von 1992 wurden auch teilweise von anderen Staaten in Europa übernommen, insbesondere von Luxemburg und der Slowakei. Ferner wurden die Sinnbilder der Gestaltungsnovelle in Teil 5 der mittlerweile zurückgezogenen DIN 66079 übernommen.

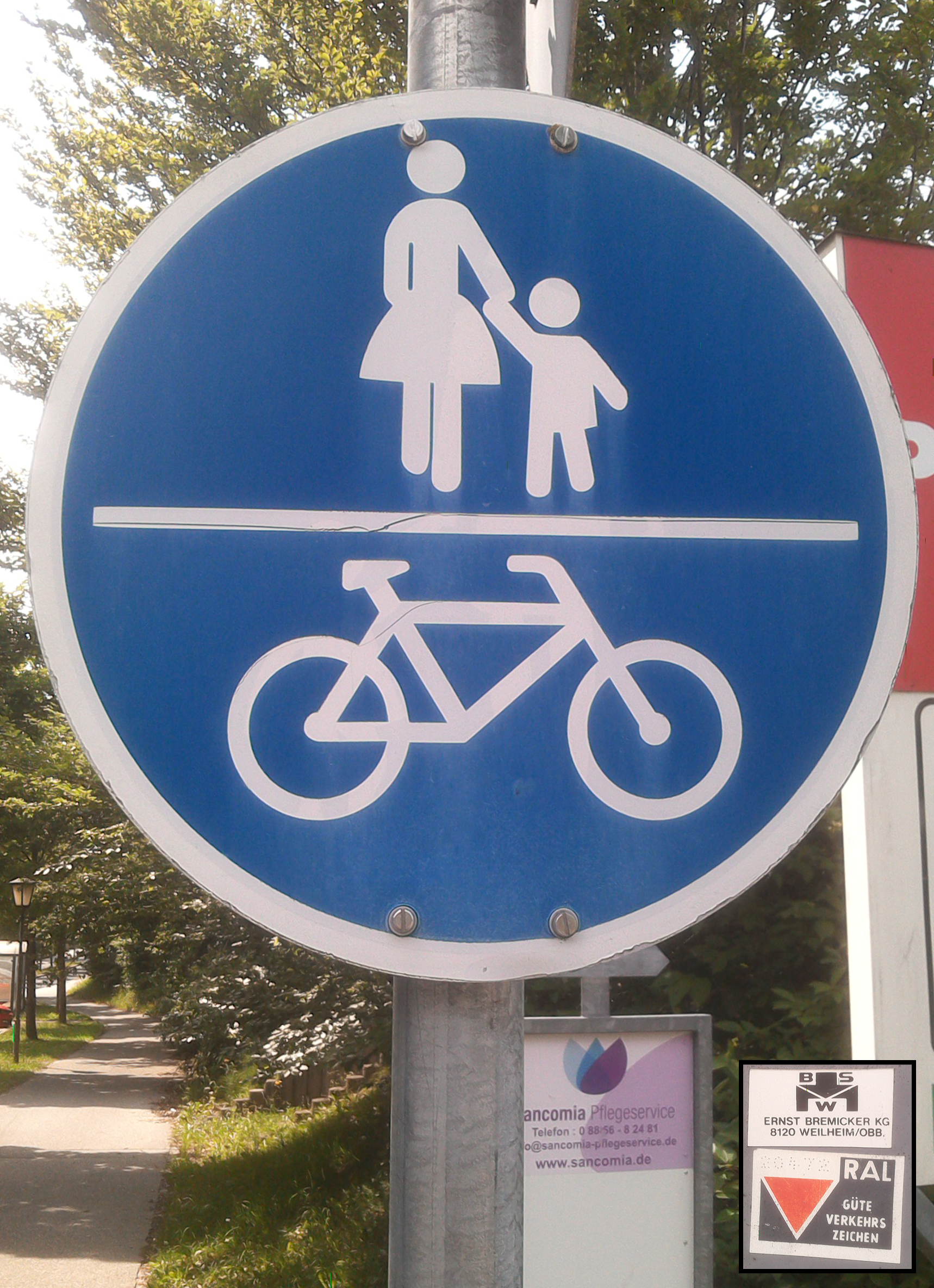
Bereits 1972 kamen ohne rechtliche Grundlage stellenweise schon Sinnbilder ähnlich der Novelle von 1992 zum Einsatz
Das 1980 eingeführte „Zeichen 325“

## Herstellung
Die Verkehrszeichen wurden nach den Bestimmungen der StVO vom 16. November 1970 hergestellt. Diese waren zuletzt durch die Sechsundvierzigste Verordnung zur Änderung straßenverkehrsrechtlicher Vorschriften vom 5. August 2009 geändert worden. Die Abmessungen und Ausführungsarten mussten unter anderem den im Verkehrsblatt-Verlag erschienen Richtlinien über Abmessung der Verkehrszeichen und der Zusatzschilder nach der StVO einschließlich ihrer Varianten vom 25. Mai 1972 und 26. Juli 1972 entsprechen. Zu beachten waren hierzu außerdem die am 1. Januar 1976 in Kraft getretenen Änderungen, einschließlich der Elften Verordnung zur Änderung der Straßenverkehrs-Ordnung vom 19. März 1992. Die Spationierung
(Abstandsgestaltung) der Schriften auf den Zeichen erfolgte nach den Vorschriften im Verkehrsblatt 1982, Seite 284.
Die Sicherung der Qualität deutscher Verkehrszeichen wird durch den RAL Deutsches Institut für Gütesicherung und Kennzeichnung überwacht. Jedes Verkehrszeichen muss den jeweils gültigen Qualitätsstandards entsprechen, um das Siegel zu erhalten und im öffentlichen Raum aufgestellt zu werden. Seit dem Jahr 2008 wird anstelle des bisherigen Siegels eine überarbeitete Version mit neuen Gestaltungsvorgaben verwendet. Das Siegel besitzt über dem RAL-Logo Raum für fünf einperforierte Prüfziffern. Die ersten beiden Ziffern sind eine kodierte Herstellerangabe. Diese Ziffern werden dem Produzenten des Schildes durch den RAL verliehen. Das Quartal wird durch die mittlere Zahl angegeben, und über das Herstellungsjahr geben die letzten beiden Ziffern Auskunft.
Ab 2008 wurde für die Hersteller eine zunächst noch freiwillige CE-Kennzeichnung auf dem Verkehrsschild eingeführt, die ab dem 1. Januar 2013 nach Mandat M111 (CE-Kennzeichnung in der Straßenausstattung) der EU-Kommission für ortsfeste vertikale Verkehrszeichen verpflichtend wurde. Mit Einführung der ab 2011 gültigen Technischen Liefer- und Prüfbedingungen für vertikale Verkehrszeichen (TLP VZ) war für eine vollständige Kennzeichnung der Schilder bereits zusätzlich die Angabe der Herstelleranschrift, in der Regel mittels eines weiteren Aufklebers, verpflichtend geworden. Vielfach hatten Hersteller schon in der Vergangenheit solche Aufkleber verwendet.
Die aktuelle rückseitige Beschriftung der Schilder bestand damit seit Anfang 2013 aus dem EU-verordneten CE-Zeichen nach EN 12899-1 sowie dem nach den deutschen Vorgaben angebrachten RAL-Gütezeichen und der Herstelleranschrift.

Rückseitenbeschriftung der Schilder (1983 bis Januar 2013)
Das bis Ende 2007 auf der Rückseite amtlicher Verkehrsschilder angebrachte RAL-Gütezeichen
Im Jahr 2008 wurde das Gütezeichen auf die neuen Gestaltungsvorgaben des RAL umgestellt
Ab 2013 wurde das EU-Mandat mit der CE-Kennzeichnung in der Straßenausstattung Vorschrift

## Besonderheiten
Von 1957 bis 2009 gab es zunächst nur in der Bundesrepublik Deutschland, ab 1990 auch auf dem Gebiet der ehemaligen DDR eigene Verkehrszeichen für Kriegsgräberstätten. Diese wurden mit der Neufassung der Straßenverkehrs-Ordnung von 2013 abgeschafft. Stattdessen ist nun über Sinnbild- und Zeichenkombinationen aus der Reihe touristischer Hinweisschilder und -Routen eine weitere Aufstellung möglich.
Obwohl die 1992 neu eingeführten Tabellenwegweiser nach Zeichen 435 und 436 StVO in aufgelöster Form ausschließlich innerorts angeordnet werden durfte, missachteten lokale Behörden und Kommunen diese Vorgabe vielfach und ersetzten unter anderem auf Land- und Bundesstraßen Pfeilwegweiser durch die neuen Zeichen. Und das, obwohl ein einseitiger Tabellenwegweiser bei einem ausgewählten Pforzheimer Anbieter im Jahr 2008 in der preisgünstigsten Ausführung als Zwei-Millimeter-Flachverkehrszeichen 254,40 Euro (passende teuerste Alform-Ausführung: 477,90 Euro) kostete und der entsprechende Preis bei einem Pfeilwegweiser nur 185,20 Euro (passende teuerste Alform-Ausführung: 359,50 Euro) ausmachte. Dieses Vorgehen wurde viele Jahre stillschweigend geduldet. Erst mit der Neufassung der StVO 2009/2013 wurden die Zeichen 435 und 436 als Abbildung im Verkehrszeichenkatalog nun deutlich als das gekennzeichnet, was sie sein sollen: Sie sind Teil eines Tabellenwegweisers in aufgelöster Form und nun ganz klar in die Zeichen 434-52 und 434-53 integriert, wobei nochmals auf die ausschließliche innerörtliche Nutzung hingewiesen wurde.

## Sinnbilder nach § 39

Kraftwagen und sonstige mehrspurige Kraftfahrzeuge
Kraftfahrzeuge mit einem zulässigen Gesamtgewicht über 3,5 t, einschließlich ihrer Anhänger, und Zugmaschinen, ausgenommen Personenkraftwagen und Kraftomnibusse
Radfahrer
Fußgänger
Reiter
Viehtrieb, Tiere
Straßenbahn
Kraftomnibus
Personenkraftwagen
Personenkraftwagen mit Anhänger
Lastkraftwagen mit Anhänger
Kraftfahrzeuge und Züge, die nicht schneller als 25 km/h fahren können oder dürfen
Krafträder, auch mit Beiwagen, Kleinkrafträder und Mofas
Mofas

## (1) Gefahrzeichen nach Anlage 1 zu § 40 StVO (Nummernbereich 100 bis 199)

Zeichen 101 Gefahrstelle
Zeichen 102 Kreuzung oder Einmündung mit Vorfahrt von rechts
Zeichen 103-10 Kurve (links)
Zeichen 103-20 Kurve (rechts)
Zeichen 105-10 Doppelkurve (zunächst links)
Zeichen 105-20 Doppelkurve (zunächst rechts)
Zeichen 108-50 Gefälle 4 %
Zeichen 110-50 Steigung 4 %
Zeichen 112 unebene Fahrbahn
Zeichen 113 Schnee- oder Eisglätte
Zeichen 114 Schleudergefahr bei Nässe und Schmutz
Zeichen 115-10 Steinschlag von rechts
Zeichen 115-20 Steinschlag von links
Zeichen 116 Splitt, Schotter
Zeichen 117-10 Seitenwind von rechts
Zeichen 117-20 Seitenwind von links
Zeichen 120 Verengte Fahrbahn (künftig auch: 120-30 „verengte Fahrbahn, beidseitig“)
Zeichen 121-10 einseitig (rechts) verengte Fahrbahn (künftig: 120-10)
Zeichen 121-20 einseitig (links) verengte Fahrbahn (künftig: 120-20)
Zeichen 123 Baustelle
Zeichen 124 Stau
Zeichen 125 Gegenverkehr
Zeichen 128 bewegliche Brücke
Zeichen 129 Ufer
Zeichen 131 Lichtzeichenanlage
Zeichen 133-10 Fußgänger (Aufstellung rechts)
Zeichen 133-20 Fußgänger (Aufstellung links)
Zeichen 134-10 Fußgängerüberweg (Aufstellung rechts)
Zeichen 134-20 Fußgängerüberweg (Aufstellung links)
Zeichen 136-10 Kinder (Aufstellung rechts)
Zeichen 136-20 Kinder (Aufstellung links)
Zeichen 138-10 Radfahrer kreuzen (Aufstellung rechts)
Zeichen 138-20 Radfahrer kreuzen (Aufstellung links)
Zeichen 140-10 Viehtrieb, Tiere (Aufstellung rechts)
Zeichen 140-20 Viehtrieb, Tiere (Aufstellung links)
Zeichen 142-10 Wildwechsel (Aufstellung rechts)
Zeichen 142-20 Wildwechsel (Aufstellung links)
Zeichen 144-10 Flugbetrieb (Aufstellung rechts)
Zeichen 144-20 Flugbetrieb (Aufstellung links)
Zeichen 145 Kraftomnibusse
Zeichen 150 Bahnübergang mit Schranken oder Halbschranken
Zeichen 151 unbeschrankter Bahnübergang
Zeichen 153 dreistreifige Bake (links) – vor beschranktem Bahnübergang –
Zeichen 156 dreistreifige Bake (rechts) – vor unbeschranktem Bahnübergang –
Zeichen 157-10 dreistreifige Bake (Aufstellung rechts)
Zeichen 157-11 dreistreifige Bake mit Entfernungsangabe (Aufstellung rechts)
Zeichen 157-20 dreistreifige Bake (Aufstellung links)
Zeichen 157-21 dreistreifiger Bake mit Entfernungsangabe (Aufstellung links)
Zeichen 159-10 zweistreifige Bake (Aufstellung rechts)
Zeichen 159-11 zweistreifige Bake mit Entfernungsangabe (Aufstellung rechts)
Zeichen 159-20 zweistreifige Bake (Aufstellung links)
Zeichen 159-21 zweistreifige Bake mit Entfernungsangabe (Aufstellung links)
Zeichen 162-10 einstreifige Bake (Aufstellung rechts)
Zeichen 162-11 einstreifige Bake mit Entfernungsangabe (Aufstellung rechts)
Zeichen 162-20 einstreifige Bake (Aufstellung links)
Zeichen 162-21 einstreifige Bake mit Entfernungsangabe (Aufstellung links)

## (2) Vorschriftzeichen nach Anlage 2 zu § 41 StVO (Nummernbereich 200 bis 299)

Zeichen 201-50 Andreaskreuz (stehend) ohne Blitzpfeil
Zeichen 201-51 Andreaskreuz (stehend) mit Blitzpfeil
Zeichen 201-52 Andreaskreuz (liegend) ohne Blitzpfeil
Zeichen 201-53 Andreaskreuz (liegend) mit Blitzpfeil
Zeichen 205 Vorfahrt gewähren!
Zeichen 206 Halt! Vorfahrt gewähren!
Zeichen 208 dem Gegenverkehr Vorrang gewähren!
Zeichen 209-10 vorgeschriebene Fahrtrichtung – links
Zeichen 209-20 vorgeschriebene Fahrtrichtung – rechts
Zeichen 209-30 vorgeschriebene Fahrtrichtung – geradeaus
Zeichen 209-31 vorgeschriebene Fahrtrichtung – rechts und links
Zeichen 211-10 vorgeschriebene Fahrtrichtung – hier links (künftig: 209-11)
Zeichen 211-20 vorgeschriebene Fahrtrichtung – hier rechts (künftig: 209-21)
Zeichen 214-10 vorgeschriebene Fahrtrichtung – geradeaus und links (künftig: 209-12)
Zeichen 214-20 vorgeschriebene Fahrtrichtung – geradeaus und rechts (künftig: 209-22)
Zeichen 220-20 Einbahnstraße, rechtsweisend
Zeichen 222-10 vorgeschriebene Vorbeifahrt – links vorbei
Zeichen 222-20 vorgeschriebene Vorbeifahrt – rechts vorbei
Zeichen 224-50 Haltestellen Straßenbahnen oder Linienbusse
Zeichen 224-51 Haltestellen Schulbusse
Zeichen 229 Taxenstand
Zeichen 237 Sonderweg Radfahrer
Zeichen 238 Sonderweg Reiter
Zeichen 239 Sonderweg Fußgänger
Zeichen 240 gemeinsamer Fuß- und Radweg
Zeichen 241-30 getrennter Rad- und Fußweg
Zeichen 241-31 getrennter Fuß- und Radweg
Zeichen 242 Beginn eines Fußgängerbereichs
Zeichen 243 Ende eines Fußgängerbereichs
Zeichen 245 Linienomnibusse
Zeichen 250 Verbot für Fahrzeuge aller Art
Zeichen 251 Verbot für Kraftwagen und sonstige mehrspurige Kraftfahrzeuge
Zeichen 253 Verbot für Kraftfahrzeuge mit einem zulässigen Gesamtgewicht über 2,8 t, einschließlich ihrer Anhänger, und Zugmaschinen, ausgenommen Personenkraftwagen und Kraftomnibusse
Zeichen 254 Verbot für Radfahrer
Zeichen 255 Verbot für Krafträder, auch mit Beiwagen, Kleinkrafträder und Mofas
Zeichen 256 Verbot für Mofas
Zeichen 258 Verbot für Reiter
Zeichen 259 Verbot für Fußgänger
Zeichen 260 Verbot für Krafträder, auch mit Beiwagen, Kleinkrafträder und Mofas sowie für Kraftwagen und sonstige mehrspurige Kraftfahrzeuge
Zeichen 261 Verbot für kennzeichnungspflichtige Kraftfahrzeuge mit gefährlichen Gütern
Zeichen 262 Verbot für Fahrzeuge über angegebenes tatsächliches Gewicht
Zeichen 263 Verbot für Fahrzeuge über angegebene tatsächliche Achslast
Zeichen 264 Verbot für Fahrzeuge über angegebene Breite einschließlich Ladung
Zeichen 265 Verbot für Fahrzeuge über angegebene Höhe einschließlich Ladung
Zeichen 266 Verbot für Fahrzeuge und Züge über angegebene Länge einschließlich Ladung
Zeichen 267 Verbot der Einfahrt
Zeichen 268 Schneeketten sind vorgeschrieben
Zeichen 269 Verbot für Fahrzeuge mit wassergefährdender Ladung
Zeichen 270 Verkehrsverbot bei Smog oder zur Verminderung schädlicher Luftverunreinigungen
Zeichen 272 Wendeverbot
Zeichen 273 Verbot des Fahrens ohne einen Mindestabstand
Zeichen 274-56 zulässige Höchstgeschwindigkeit 60 km/h
Zeichen 274.1-50 Beginn der Zone mit zulässiger Höchstgeschwindigkeit 30 km/h
Zeichen 274.2-50 Ende der Zone mit zulässiger Höchstgeschwindigkeit 30 km/h
Zeichen 274.1-51 Beginn der Zone mit zulässiger Höchstgeschwindigkeit 20 km/h
Zeichen 274.2-51 Ende der Zone mit zulässiger Höchstgeschwindigkeit 20 km/h
Zeichen 275 vorgeschriebene Mindestgeschwindigkeit
Zeichen 276 Überholverbot für Kraftfahrzeuge aller Art
Zeichen 277 Überholverbot für Kraftfahrzeuge mit einem zulässigen Gesamtgewicht über 2,8 t, einschließlich ihrer Anhänger, und von Zugmaschinen, ausgenommen Personenkraftwagen und Kraftomnibusse
Zeichen 278-56 Ende der zulässigen Höchstgeschwindigkeit 60 km/h
Zeichen 279 Ende der vorgeschriebenen Mindestgeschwindigkeit
Zeichen 280 Ende des Überholverbotes für Kraftfahrzeuge aller Art
Zeichen 281 Ende des Überholverbotes für Kraftfahrzeuge mit einem zulässigen Gesamtgewicht über 2,8 t, einschließlich ihrer Anhänger, und für Zugmaschinen, ausgenommen Personenkraftwagen und Kraftomnibusse
Zeichen 282 Ende sämtlicher Streckenverbote
Zeichen 283-30 Haltverbot (Mitte)
Zeichen 283-50 Haltverbot (ohne Richtungspfeile)
Zeichen 286-10 eingeschränktes Haltverbot (Anfang)
Zeichen 286-20 eingeschränktes Haltverbot (Ende)
Zeichen 286-30 eingeschränktes Haltverbot (Mitte)
Zeichen 286-50 eingeschränktes Haltverbot (ohne Richtungspfeile)
Zeichen 290 eingeschränktes Haltverbot für eine Zone
Zeichen 291 Parkscheibe.[20]
Zeichen 292-50 Ende eines eingeschränkten Haltverbotes für eine Zone
Zeichen 293 Fußgängerüberweg
Zeichen 294 Haltlinie
Zeichen 295 Fahrstreifenbegrenzung und Fahrbahnbegrenzung
Zeichen 296 einseitige Fahrstreifenbegrenzung
Zeichen 297 Pfeile
Zeichen 297.1 Vorankündigungs-Markierungspfeil
Zeichen 298 Sperrfläche
Zeichen 299 Grenzmarkierung für Halt- und Parkverbote

## (3) Richtzeichen nach Anlage 3 zu § 42 StVO (Nummernbereich 300 bis 500)

Zeichen 301 Vorfahrt
Zeichen 306 Vorfahrtstraße
Zeichen 307 Ende der Vorfahrtstraße. Das Zeichen wurde in dieser Form bereits 1980 vorgestellt und ist seit 1. Januar 1981 gültig.[21]
Zeichen 308 Vorrang vor dem Gegenverkehr
Zeichen 310-50 Ortstafel (Vorderseite) mit „Kreis ...“
Zeichen 310-51 Ortstafel (Vorderseite) mit „Stadt ...“
Zeichen 310-52 Ortstafel (Vorderseite) mit „Stadtteil ...“
Zeichen 311-50 Ortstafel einseitig (Rückseite aus zwei gelbgrundigen Feldern)
Zeichen 311-51 Ortstafel einseitig (Rückseite aus einem weiß- und einem gelbgrundigen Feld)
Zeichen 313-50 Ortsteiltafel einzeilig (nicht in der StVO enthalten)
Zeichen 313-51 Ortsteiltafel zweizeilig (nicht in der StVO enthalten)
Zeichen 314-10 Parkplatz (Anfang)
Zeichen 314-20 Parkplatz (Ende)
Zeichen 314-50 Parkplatz
Zeichen 315-50 Parken halb auf Gehwegen in Fahrtrichtung links
Zeichen 315-51 Parken halb auf Gehwegen in Fahrtrichtung links (Anfang)
Zeichen 315-52 Parken halb auf Gehwegen in Fahrtrichtung links (Ende)
Zeichen 315-53 Parken halb auf Gehwegen in Fahrtrichtung links (Mitte)
Zeichen 315-55 Parken halb auf Gehwegen in Fahrtrichtung rechts
Zeichen 315-56 Parken halb auf Gehwegen in Fahrtrichtung rechts (Anfang)
Zeichen 315-57 Parken halb auf Gehwegen in Fahrtrichtung rechts (Ende)
Zeichen 315-58 Parken halb auf Gehwegen in Fahrtrichtung rechts (Mitte)
Zeichen 315-60 Parken ganz auf Gehwegen in Fahrtrichtung links
Zeichen 315-61 Parken ganz auf Gehwegen in Fahrtrichtung links (Anfang)
Zeichen 315-62 Parken ganz auf Gehwegen in Fahrtrichtung links (Ende)
Zeichen 315-63 Parken ganz auf Gehwegen in Fahrtrichtung links (Mitte)
Zeichen 315-65 Parken ganz auf Gehwegen in Fahrtrichtung rechts
Zeichen 315-66 Parken ganz auf Gehwegen in Fahrtrichtung rechts (Anfang)
Zeichen 315-67 Parken ganz auf Gehwegen in Fahrtrichtung rechts (Ende)
Zeichen 315-68 Parken ganz auf Gehwegen in Fahrtrichtung rechts (Mitte)
Zeichen 315-70 Parken halb auf Gehwegen quer zur Fahrtrichtung links
Zeichen 315-71 Parken halb auf Gehwegen quer zur Fahrtrichtung links (Anfang)
Zeichen 315-72 Parken halb auf Gehwegen quer zur Fahrtrichtung links (Ende)
Zeichen 315-73 Parken halb auf Gehwegen quer zur Fahrtrichtung links (Mitte)
Zeichen 315-75 Parken halb auf Gehwegen quer zur Fahrtrichtung rechts
Zeichen 315-76 Parken halb auf Gehwegen quer zur Fahrtrichtung rechts (Anfang)
Zeichen 315-77 Parken halb auf Gehwegen quer zur Fahrtrichtung rechts (Ende)
Zeichen 315-78 Parken halb auf Gehwegen quer zur Fahrtrichtung rechts (Mitte)
Zeichen 315-80 Parken ganz auf Gehwegen quer zur Fahrtrichtung links
Zeichen 315-81 Parken ganz auf Gehwegen quer zur Fahrtrichtung links (Anfang)
Zeichen 315-81 Parken ganz auf Gehwegen quer zur Fahrtrichtung links (Ende)
Zeichen 315-83 Parken ganz auf Gehwegen quer zur Fahrtrichtung links (Mitte)
Zeichen 315-85 Parken ganz auf Gehwegen quer zur Fahrtrichtung rechts
Zeichen 315-86 Parken ganz auf Gehwegen quer zur Fahrtrichtung rechts (Anfang)
Zeichen 315-87 Parken ganz auf Gehwegen quer zur Fahrtrichtung rechts (Ende)
Zeichen 315-87 Parken ganz auf Gehwegen quer zur Fahrtrichtung rechts (Mitte)
Zeichen 316 Parken und Reisen
Zeichen 317 Wanderparkplatz
Zeichen 325 Beginn eines verkehrsberuhigten Bereichs
Zeichen 326 Ende eines verkehrsberuhigten Bereichs
Zeichen 330 Autobahn
Zeichen 331 Kraftfahrstraße
Zeichen 332-20 Ausfahrt von der Autobahn
Zeichen 332-21 Ausfahrt von anderen Straßen
Zeichen 332-22 Ausfahrt nach innerörtlichen Zielen
Zeichen 333-20 Ausfahrt von der Autobahn
Zeichen 333-21 Ausfahrt von anderen Straßen
Zeichen 333-22 Ausfahrt nach innerörtlichen Zielen
Zeichen 334 Ende der Autobahn
Zeichen 336 Ende der Kraftfahrstraße
Zeichen 340 Leitlinie
Zeichen 341 Wartelinie
Zeichen 350-10 Fußgängerüberweg (Rechtsaufstellung)
Zeichen 350-20 Fußgängerüberweg (Linksaufstellung)
Zeichen 353 Einbahnstraße
Zeichen 354 Wasserschutzgebiet
Zeichen 355-10 Fußgängerunterführung
Zeichen 355-11 Fußgängerüberführung
Zeichen 356 Verkehrshelfer
Zeichen 357 Sackgasse
Zeichen 358 Erste Hilfe
Zeichen 359 Pannenhilfe
Zeichen 360-50 Fernsprecher
Zeichen 360-51 Fernsprecher (Notruf)
Zeichen 361-50 Tankstelle
Zeichen 361-51 Tankstelle auch mit bleifreiem Benzin
Zeichen 363 Polizei
Zeichen 366 Zelt- und Wohnwagenplatz
Zeichen 367 Fremdenverkehrsbüro oder Auskunftsstelle
Zeichen 368 Verkehrsfunksender Das an den Autobahnen aufgestellte Zeichen verlor am 31. Dezember 2002 seine Gültigkeit[22] und wurde ab 1. Januar 2003 abgebaut.
Zeichen 375 Autobahnhotel
Zeichen 376 Autobahngasthaus
Zeichen 377 Autobahnkiosk
Zeichen 378 Toilette
Zeichen 380-52 Richtgeschwindigkeit 80 km/h[23]
Zeichen 380-54 Richtgeschwindigkeit 100 km/h
Zeichen 381-52 Ende der Richtgeschwindigkeit 80 km/h[23]
Zeichen 381-54 Ende der Richtgeschwindigkeit 100 km/h
Zeichen 385-50 Ortshinweistafel, einzeilig (einseitig)[23]
Zeichen 385-51 Ortshinweistafel, zweizeilig (einseitig)
Zeichen 386-10 Unterrichtungstafel über Kriegsgräberstätten (linksweisend)
Zeichen 386-20 Unterrichtungstafel über Kriegsgräberstätten (rechtsweisend)
Zeichen 386-50 touristischer Hinweis nach RtH[24] Hinweiszeichen im Nahbereich touristisch bedeutsamer Ziele
Zeichen 386-51 touristischer Hinweis nach RtH: Kennzeichnung von Touristikstraßen außerhalb der Autobahnen
Zeichen 386-52 touristischer Hinweis nach RtH: Unterrichtungstafel über Landschaften und Sehenswürdigkeiten entlang der Autobahnen
Zeichen 386-53 Unterrichtungstafel über Flüsse (Name einzeilig)
Zeichen 386-54 Unterrichtungstafel über Flüsse (Name zweizeilig)
Zeichen 388 Seitenstreifen für mehrspurige Kraftfahrzeuge nicht befahrbar
Zeichen 389 Seitenstreifen für Fahrzeuge mit einem zulässigen Gesamtgewicht über 2,8 t und Zugmaschinen nicht befahrbar
Zeichen 392 Zollstelle
Zeichen 393 Informationstafel an Grenzübergangsstellen[23]
Zeichen 394-50 Schild für Laternen; Hinweis auf Laternen, die nicht die ganze Nacht brennen[23]
Zeichen 394-51 Ring für Laternenpfähle; Hinweis auf Laternen, die nicht die ganze Nacht brennen (Klebefolie)
Zeichen 401 Nummernschild für Bundesstraßen
Zeichen 405 Nummernschild für Autobahnen
Zeichen 406 Knotenpunkte der Autobahnen (Autobahnausfahrten, Autobahnkreuze und Autobahndreiecke)
Zeichen 410 Nummernschild für Europastraßen
Zeichen 415-10 Wegweiser auf Bundesstraßen (linksweisend)
Zeichen 415-20 Wegweiser auf Bundesstraßen (rechtsweisend)
Zeichen 415-10 Wegweiser auf Bundesstraßen (linksweisend)
Zeichen 415-20 Wegweiser auf Bundesstraßen (rechtsweisend)
Zeichen 418-10 Wegweiser auf sonstigen Straßen mit größerer Verkehrsbedeutung (linksweisend)
Zeichen 418-20 Wegweiser auf sonstigen Straßen mit größerer Verkehrsbedeutung (rechtsweisend)
Zeichen 419-10 Wegweiser auf sonstigen Straßen mit geringerer Verkehrsbedeutung (linksweisend)
Zeichen 419-20 Wegweiser auf sonstigen Straßen mit geringerer Verkehrsbedeutung (rechtsweisend)
Zeichen 421-10 Wegweiser für Lastkraftwagen (linksweisend)
Zeichen 421-20 Wegweiser für Lastkraftwagen (rechtsweisend)
Zeichen 421-11 Wegweiser für kennzeichnungspflichtige Fahrzeuge mit gefährlichen Gütern (linksweisend) bisher: Zeichen 421
Zeichen 421-21 Wegweiser für kennzeichnungspflichtige Fahrzeuge mit gefährlichen Gütern (rechtsweisend) bisher: Zeichen 421
Zeichen 421-12 Wegweiser für Fahrzeuge mit wassergefährdender Ladung (linksweisend) bisher: Zeichen 421
Zeichen 421-22 Wegweiser für Fahrzeuge mit wassergefährdender Ladung (rechtsweisend) bisher: Zeichen 421
Zeichen 430-10 Wegweiser zur Autobahn (linksweisend)
Zeichen 430-20 Wegweiser zur Autobahn (rechtsweisend)
Zeichen 432-10 Wegweiser zu innerörtlichen Zielen und zu Einrichtungen mit erheblicher Verkehrsbedeutung (linksweisend)
Zeichen 432-20 Wegweiser zu innerörtlichen Zielen und zu Einrichtungen mit erheblicher Verkehrsbedeutung (rechtsweisend)
Zeichen 434 Wegweisertafel
Zeichen 437 Straßennamensschild
Zeichen 438 Vorwegweiser
Zeichen 439 Vorwegweiser
Zeichen 440 Vorwegweiser zur Autobahn
Zeichen 442-10 Vorwegweiser für Fahrradfahrer (linksweisend)
Zeichen 442-20 Vorwegweiser für Fahrradfahrer (rechtsweisend)
Zeichen 442-30 Vorwegweiser für Fahrradfahrer (geradeausweisend)
Zeichen 442-11 Vorwegweiser für Lastkraftwagen (linksweisend)
Zeichen 442-21 Vorwegweiser für Lastkraftwagen (rechtsweisend)
Zeichen 442-31 Vorwegweiser für Lastkraftwagen (geradeausweisend)
Zeichen 442-12 Vorwegweiser für kennzeichnungspflichtige Fahrzeuge mit gefährlichen Gütern (linksweisend) bisher: Zeichen 442
Zeichen 442-22 Vorwegweiser für kennzeichnungspflichtige Fahrzeuge mit gefährlichen Gütern (rechtsweisend) bisher: Zeichen 442
Zeichen 442-32 Vorwegweiser für kennzeichnungspflichtige Fahrzeuge mit gefährlichen Gütern (geradeausweisend) bisher: Zeichen 442
Zeichen 442-13 Vorwegweiser für Fahrzeuge mit wassergefährdender Ladung (linksweisend) bisher: Zeichen 442
Zeichen 442-23 Vorwegweiser für Fahrzeuge mit wassergefährdender Ladung (rechtsweisend) bisher: Zeichen 442
Zeichen 442-33 Vorwegweiser für Fahrzeuge mit wassergefährdender Ladung (geradeausweisend) bisher: Zeichen 442
Zeichen 448 Ankündigungstafel auf Autobahnen
Zeichen 449 Vorwegweiser auf Autobahnen
Zeichen 450 Ankündigungsbake (dreistreifig)
Zeichen 451 Ankündigungsbake (zweistreifig)
Zeichen 452 Ankündigungsbake (einstreifig)
Zeichen 453 Entfernungstafel auf Autobahnen
Zeichen 454-10 Umleitungswegweiser (linksweisend)
Zeichen 454-20 Umleitungswegweiser (rechtsweisend)
Zeichen 455-10 Nummerierte Umleitung (linksweisend)
Zeichen 455-11 Nummerierte Umleitung (links vorbei)
Zeichen 455-12 Nummerierte Umleitung (hier links)
Zeichen 455-20 Nummerierte Umleitung (rechtsweisend)
Zeichen 455-21 Nummerierte Umleitung (rechts vorbei)
Zeichen 455-22 Nummerierte Umleitung (hier rechts)
Zeichen 455-30 Nummerierte Umleitung (geradeausweisend)
Zeichen 457 Umleitungsankündigung
Zeichen 458-10 Planskizze (Umfahrung links); bisher: Zeichen 459
Zeichen 458-11 Planskizze (Umfahrung links); bisher: Zeichen 459
Zeichen 459 Ende einer Umleitung
Zeichen 460-10 Bedarfsumleitung, linksweisend
Zeichen 460-11 Bedarfsumleitung, rechts vorbei
Zeichen 460-12 Bedarfsumleitung, hier links
Zeichen 460-20 Bedarfsumleitung, rechtsweisend
Zeichen 460-21 Bedarfsumleitung, links vorbei
Zeichen 460-22 Bedarfsumleitung, hier rechts
Zeichen 460-30 Bedarfsumleitung, geradeausweisend
Zeichen 466 Bedarfsumleitungstafel
Zeichen 467 Umlenkungspfeil
Zeichen 468-10 Schwierige Verkehrsführung, Umfahrung rechts/links/links
Zeichen 468-11 Schwierige Verkehrsführung, Umfahrung rechts/rechts/rechts
Zeichen 500 Überleitungstafel

## (4) Varianten der Verkehrslenkungstafel nach Zeichen 500 (Nummern 501 bis 599)

Zeichen 505-11 Überleitungstafel; Darstellung ohne Gegenverkehr und mit integriertem Zeichen 264 StVO außerhalb der Autobahn: zweistreifig nach links
Zeichen 505-12 Überleitungstafel; Darstellung ohne Gegenverkehr und mit integriertem Zeichen 264 auf Autobahnen: zweistreifig nach links
Zeichen 505-21 Überleitungstafel; Darstellung ohne Gegenverkehr und mit integriertem Zeichen 264 StVO außerhalb der Autobahn: zweistreifig nach rechts
Zeichen 505-22 Überleitungstafel; Darstellung ohne Gegenverkehr und mit integriertem Zeichen 264 auf Autobahnen: zweistreifig nach rechts

Zeichen 511-10 Verschwenkungstafel; Darstellung ohne Gegenverkehr: einstreifig nach links
Zeichen 511-11 Verschwenkungstafel; Darstellung ohne Gegenverkehr: zweistreifig nach links
Zeichen 511-12 Verschwenkungstafel; Darstellung ohne Gegenverkehr: dreistreifig nach links
Zeichen 511-20 Verschwenkungstafel; Darstellung ohne Gegenverkehr: einstreifig nach rechts
Zeichen 511-21 Verschwenkungstafel; Darstellung ohne Gegenverkehr: zweistreifig nach rechts
Zeichen 511-22 Verschwenkungstafel; Darstellung ohne Gegenverkehr: dreistreifig nach rechts

Zeichen 515-11 Verschwenkungstafel; Darstellung ohne Gegenverkehr und mit integriertem Zeichen 264 StVO außerhalb der Autobahn: zweistreifig nach links
Zeichen 515-12 Verschwenkungstafel; Darstellung ohne Gegenverkehr und mit integriertem Zeichen 264 StVO auf Autobahnen: zweistreifig nach links
Zeichen 515-13 Verschwenkungstafel; Darstellung ohne Gegenverkehr und mit integriertem Zeichen 264 StVO: dreistreifig nach links
Zeichen 515-21 Verschwenkungstafel; Darstellung ohne Gegenverkehr und mit integriertem Zeichen 264 StVO außerhalb der Autobahn: zweistreifig nach rechts
Zeichen 515-22 Verschwenkungstafel; Darstellung ohne Gegenverkehr und mit integriertem Zeichen 264 StVO auf Autobahnen: zweistreifig nach rechts
Zeichen 515-23 Verschwenkungstafel; Darstellung ohne Gegenverkehr und mit integriertem Zeichen 264 StVO: dreistreifig nach rechts

Zeichen 521-30 Fahrstreifentafel; Darstellung ohne Gegenverkehr: zwei Fahrstreifen in Fahrtrichtung
Zeichen 521-31 Fahrstreifentafel; Darstellung ohne Gegenverkehr: drei Fahrstreifen in Fahrtrichtung
Zeichen 521-32 Fahrstreifentafel; Darstellung ohne Gegenverkehr: vier Fahrstreifen in Fahrtrichtung
Zeichen 521-33 Fahrstreifentafel; Darstellung ohne Gegenverkehr: fünf Fahrstreifen in Fahrtrichtung

Zeichen 522-30 Fahrstreifentafel; Darstellung mit Gegenverkehr: ein Fahrstreifen in Fahrtrichtung, ein Fahrstreifen in Gegenrichtung
Zeichen 522-31 Fahrstreifentafel; Darstellung mit Gegenverkehr: zwei Fahrstreifen in Fahrtrichtung, ein Fahrstreifen in Gegenrichtung
Zeichen 522-32 Fahrstreifentafel; Darstellung mit Gegenverkehr: ein Fahrstreifen in Fahrtrichtung, zwei Fahrstreifen in Gegenrichtung
Zeichen 522-33 Fahrstreifentafel; Darstellung mit Gegenverkehr: zwei Fahrstreifen in Fahrtrichtung, zwei Fahrstreifen in Gegenrichtung

Zeichen 525-31 Fahrstreifentafel; Darstellung ohne Gegenverkehr und mit integriertem Zeichen 275 StVO: drei Fahrstreifen in Fahrtrichtung

Zeichen 526-31 Fahrstreifentafel; Darstellung mit Gegenverkehr und mit integriertem Zeichen 275 StVO: zwei Fahrstreifen in Fahrtrichtung und ein Fahrstreifen in Gegenrichtung
Zeichen 526-33 Fahrstreifentafel; Darstellung mit Gegenverkehr und mit integriertem Zeichen 275 StVO: zwei Fahrstreifen in Fahrtrichtung und zwei Fahrstreifen in Gegenrichtung

Zeichen 531-10 Einengungstafel; Darstellung ohne Gegenverkehr: noch ein Fahrstreifen links in Fahrtrichtung
Zeichen 531-11 Einengungstafel; Darstellung ohne Gegenverkehr: noch zwei Fahrstreifen links in Fahrtrichtung
Zeichen 531-12 Einengungstafel; Darstellung ohne Gegenverkehr: noch drei Fahrstreifen links in Fahrtrichtung
Zeichen 531-13 Einengungstafel; Darstellung ohne Gegenverkehr: noch vier Fahrstreifen links in Fahrtrichtung
Zeichen 531-20 Einengungstafel; Darstellung ohne Gegenverkehr: noch ein Fahrstreifen rechts in Fahrtrichtung
Zeichen 531-21 Einengungstafel; Darstellung ohne Gegenverkehr: noch zwei Fahrstreifen rechts in Fahrtrichtung
Zeichen 531-22 Einengungstafel; Darstellung ohne Gegenverkehr: noch drei Fahrstreifen rechts in Fahrtrichtung
Zeichen 531-23 Einengungstafel; Darstellung ohne Gegenverkehr: noch vier Fahrstreifen rechts in Fahrtrichtung

Zeichen 532-10 Einengungstafel; Darstellung mit Gegenverkehr: noch ein Fahrstreifen links in Fahrtrichtung und ein Fahrstreifen im Gegenverkehr
Zeichen 532-20 Einengungstafel; Darstellung mit Gegenverkehr: noch ein Fahrstreifen rechts in Fahrtrichtung und ein Fahrstreifen im Gegenverkehr
Zeichen 532-21 Einengungstafel; Darstellung mit Gegenverkehr: noch ein Fahrstreifen rechts in Fahrtrichtung und zwei Fahrstreifen im Gegenverkehr

Zeichen 535-11 Einengungstafel; Darstellung ohne Gegenverkehr und mit integriertem Zeichen 279 StVO: noch zwei Fahrstreifen links in Fahrtrichtung
Zeichen 535-21 Einengungstafel; Darstellung ohne Gegenverkehr und mit integriertem Zeichen 279 StVO: noch zwei Fahrstreifen rechts in Fahrtrichtung
Zeichen 536-20 Einengungstafel; Darstellung mit Gegenverkehr und mit integriertem Zeichen 279 StVO: noch ein Fahrstreifen rechts in Fahrtrichtung und ein Fahrstreifen im Gegenverkehr
Zeichen 536-21 Einengungstafel; Darstellung mit Gegenverkehr und mit integriertem Zeichen 279 StVO: noch ein Fahrstreifen rechts in Fahrtrichtung, und zwei Fahrstreifen im Gegenverkehr

Zeichen 541-10 Aufweitungstafel; Darstellung ohne Gegenverkehr: ein vorhandener und ein zusätzlicher Fahrstreifen links in Fahrtrichtung
Zeichen 541-11 Aufweitungstafel; Darstellung ohne Gegenverkehr: zwei vorhandene und ein zusätzlicher Fahrstreifen links in Fahrtrichtung
Zeichen 541-20 Aufweitungstafel; Darstellung ohne Gegenverkehr: ein vorhandener und ein zusätzlicher Fahrstreifen rechts in Fahrtrichtung
Zeichen 541-21 Aufweitungstafel; Darstellung ohne Gegenverkehr: zwei vorhandene und ein zusätzlicher Fahrstreifen rechts in Fahrtrichtung

Zeichen 542-10 Aufweitungstafel; Darstellung mit Gegenverkehr: ein vorhandener und ein zusätzlicher Fahrstreifen links in Fahrtrichtung, ein Fahrstreifen im Gegenverkehr
Zeichen 542-11 Aufweitungstafel; Darstellung mit Gegenverkehr: ein vorhandener und ein zusätzlicher Fahrstreifen links in Fahrtrichtung, zwei Fahrstreifen im Gegenverkehr

Zeichen 545-11 Aufweitungstafel; Darstellung ohne Gegenverkehr und mit integriertem Zeichen 275 StVO: zwei vorhandene und ein zusätzlicher Fahrstreifen links in Fahrtrichtung

Zeichen 546-10 Aufweitungstafel; Darstellung mit Gegenverkehr und mit integriertem Zeichen 275 StVO: ein vorhandener und ein zusätzlicher Fahrstreifen links in Fahrtrichtung, ein Fahrstreifen im Gegenverkehr
Zeichen 546-11 Aufweitungstafel; Darstellung mit Gegenverkehr und mit integriertem Zeichen 275 StVO: ein vorhandener und ein zusätzlicher Fahrstreifen links in Fahrtrichtung, zwei Fahrstreifen im Gegenverkehr

Zeichen 551-20 Zusammenführungstafel; Darstellung ohne Gegenverkehr: eins plus eins Fahrstreifen
Zeichen 551-21 Zusammenführungstafel; Darstellung ohne Gegenverkehr: eins plus zwei Fahrstreifen
Zeichen 551-22 Zusammenführungstafel; Darstellung ohne Gegenverkehr: zwei plus zwei Fahrstreifen
Zeichen 551-23 Zusammenführungstafel; Darstellung ohne Gegenverkehr: zwei plus drei Fahrstreifen

Zeichen 501-10 Überleitungstafel; Darstellung ohne Gegenverkehr: einstreifig nach links
Zeichen 501-11 Überleitungstafel; Darstellung ohne Gegenverkehr: zweistreifig nach links
Zeichen 501-12 Überleitungstafel; Darstellung ohne Gegenverkehr: dreistreifig nach links
Zeichen 501-15 Überleitungstafel; Darstellung ohne Gegenverkehr: einstreifig nach links und einstreifig geradeaus
Zeichen 501-16 Überleitungstafel; Darstellung ohne Gegenverkehr: einstreifig nach links und zweistreifig geradeaus
Zeichen 501-17 Überleitungstafel; Darstellung ohne Gegenverkehr: zweistreifig nach links und einstreifig geradeaus
Zeichen 501-20 Überleitungstafel; Darstellung ohne Gegenverkehr: einstreifig nach rechts
Zeichen 501-21 Überleitungstafel; Darstellung ohne Gegenverkehr: zweistreifig nach rechts
Zeichen 501-22 Überleitungstafel; Darstellung ohne Gegenverkehr: dreistreifig nach rechts

- Zeichen 505-11
Überleitungstafel; Darstellung ohne Gegenverkehr und mit integriertem Zeichen 264 StVO außerhalb der Autobahn: zweistreifig nach links
- Zeichen 505-12
Überleitungstafel; Darstellung ohne Gegenverkehr und mit integriertem Zeichen 264 auf Autobahnen: zweistreifig nach links
- Zeichen 505-21
Überleitungstafel; Darstellung ohne Gegenverkehr und mit integriertem Zeichen 264 StVO außerhalb der Autobahn: zweistreifig nach rechts
- Zeichen 505-22
Überleitungstafel; Darstellung ohne Gegenverkehr und mit integriertem Zeichen 264 auf Autobahnen: zweistreifig nach rechts

- Zeichen 511-10
Verschwenkungstafel; Darstellung ohne Gegenverkehr: einstreifig nach links
- Zeichen 511-11
Verschwenkungstafel; Darstellung ohne Gegenverkehr: zweistreifig nach links
- Zeichen 511-12
Verschwenkungstafel; Darstellung ohne Gegenverkehr: dreistreifig nach links
- Zeichen 511-20
Verschwenkungstafel; Darstellung ohne Gegenverkehr: einstreifig nach rechts
- Zeichen 511-21
Verschwenkungstafel; Darstellung ohne Gegenverkehr: zweistreifig nach rechts
- Zeichen 511-22
Verschwenkungstafel; Darstellung ohne Gegenverkehr: dreistreifig nach rechts

- Zeichen 515-11
Verschwenkungstafel; Darstellung ohne Gegenverkehr und mit integriertem Zeichen 264 StVO außerhalb der Autobahn: zweistreifig nach links
- Zeichen 515-12
Verschwenkungstafel; Darstellung ohne Gegenverkehr und mit integriertem Zeichen 264 StVO auf Autobahnen: zweistreifig nach links
- Zeichen 515-13
Verschwenkungstafel; Darstellung ohne Gegenverkehr und mit integriertem Zeichen 264 StVO: dreistreifig nach links
- Zeichen 515-21
Verschwenkungstafel; Darstellung ohne Gegenverkehr und mit integriertem Zeichen 264 StVO außerhalb der Autobahn: zweistreifig nach rechts
- Zeichen 515-22
Verschwenkungstafel; Darstellung ohne Gegenverkehr und mit integriertem Zeichen 264 StVO auf Autobahnen: zweistreifig nach rechts
- Zeichen 515-23
Verschwenkungstafel; Darstellung ohne Gegenverkehr und mit integriertem Zeichen 264 StVO: dreistreifig nach rechts

- Zeichen 521-30
Fahrstreifentafel; Darstellung ohne Gegenverkehr: zwei Fahrstreifen in Fahrtrichtung
- Zeichen 521-31
Fahrstreifentafel; Darstellung ohne Gegenverkehr: drei Fahrstreifen in Fahrtrichtung
- Zeichen 521-32
Fahrstreifentafel; Darstellung ohne Gegenverkehr: vier Fahrstreifen in Fahrtrichtung
- Zeichen 521-33
Fahrstreifentafel; Darstellung ohne Gegenverkehr: fünf Fahrstreifen in Fahrtrichtung

- Zeichen 522-30
Fahrstreifentafel; Darstellung mit Gegenverkehr: ein Fahrstreifen in Fahrtrichtung, ein Fahrstreifen in Gegenrichtung
- Zeichen 522-31
Fahrstreifentafel; Darstellung mit Gegenverkehr: zwei Fahrstreifen in Fahrtrichtung, ein Fahrstreifen in Gegenrichtung
- Zeichen 522-32
Fahrstreifentafel; Darstellung mit Gegenverkehr: ein Fahrstreifen in Fahrtrichtung, zwei Fahrstreifen in Gegenrichtung
- Zeichen 522-33
Fahrstreifentafel; Darstellung mit Gegenverkehr: zwei Fahrstreifen in Fahrtrichtung, zwei Fahrstreifen in Gegenrichtung

- Zeichen 525-31
Fahrstreifentafel; Darstellung ohne Gegenverkehr und mit integriertem Zeichen 275 StVO: drei Fahrstreifen in Fahrtrichtung

- Zeichen 526-31
Fahrstreifentafel; Darstellung mit Gegenverkehr und mit integriertem Zeichen 275 StVO: zwei Fahrstreifen in Fahrtrichtung und ein Fahrstreifen in Gegenrichtung
- Zeichen 526-33
Fahrstreifentafel; Darstellung mit Gegenverkehr und mit integriertem Zeichen 275 StVO: zwei Fahrstreifen in Fahrtrichtung und zwei Fahrstreifen in Gegenrichtung

- Zeichen 531-10
Einengungstafel; Darstellung ohne Gegenverkehr: noch ein Fahrstreifen links in Fahrtrichtung
- Zeichen 531-11
Einengungstafel; Darstellung ohne Gegenverkehr: noch zwei Fahrstreifen links in Fahrtrichtung
- Zeichen 531-12
Einengungstafel; Darstellung ohne Gegenverkehr: noch drei Fahrstreifen links in Fahrtrichtung
- Zeichen 531-13
Einengungstafel; Darstellung ohne Gegenverkehr: noch vier Fahrstreifen links in Fahrtrichtung
- Zeichen 531-20
Einengungstafel; Darstellung ohne Gegenverkehr: noch ein Fahrstreifen rechts in Fahrtrichtung
- Zeichen 531-21
Einengungstafel; Darstellung ohne Gegenverkehr: noch zwei Fahrstreifen rechts in Fahrtrichtung
- Zeichen 531-22
Einengungstafel; Darstellung ohne Gegenverkehr: noch drei Fahrstreifen rechts in Fahrtrichtung
- Zeichen 531-23
Einengungstafel; Darstellung ohne Gegenverkehr: noch vier Fahrstreifen rechts in Fahrtrichtung

- Zeichen 532-10
Einengungstafel; Darstellung mit Gegenverkehr: noch ein Fahrstreifen links in Fahrtrichtung und ein Fahrstreifen im Gegenverkehr
- Zeichen 532-20
Einengungstafel; Darstellung mit Gegenverkehr: noch ein Fahrstreifen rechts in Fahrtrichtung und ein Fahrstreifen im Gegenverkehr
- Zeichen 532-21
Einengungstafel; Darstellung mit Gegenverkehr: noch ein Fahrstreifen rechts in Fahrtrichtung und zwei Fahrstreifen im Gegenverkehr

- Zeichen 535-11
Einengungstafel; Darstellung ohne Gegenverkehr und mit integriertem Zeichen 279 StVO: noch zwei Fahrstreifen links in Fahrtrichtung
- Zeichen 535-21
Einengungstafel; Darstellung ohne Gegenverkehr und mit integriertem Zeichen 279 StVO: noch zwei Fahrstreifen rechts in Fahrtrichtung
- Zeichen 536-20
Einengungstafel; Darstellung mit Gegenverkehr und mit integriertem Zeichen 279 StVO: noch ein Fahrstreifen rechts in Fahrtrichtung und ein Fahrstreifen im Gegenverkehr
- Zeichen 536-21
Einengungstafel; Darstellung mit Gegenverkehr und mit integriertem Zeichen 279 StVO: noch ein Fahrstreifen rechts in Fahrtrichtung, und zwei Fahrstreifen im Gegenverkehr

- Zeichen 541-10
Aufweitungstafel; Darstellung ohne Gegenverkehr: ein vorhandener und ein zusätzlicher Fahrstreifen links in Fahrtrichtung
- Zeichen 541-11
Aufweitungstafel; Darstellung ohne Gegenverkehr: zwei vorhandene und ein zusätzlicher Fahrstreifen links in Fahrtrichtung
- Zeichen 541-20
Aufweitungstafel; Darstellung ohne Gegenverkehr: ein vorhandener und ein zusätzlicher Fahrstreifen rechts in Fahrtrichtung
- Zeichen 541-21
Aufweitungstafel; Darstellung ohne Gegenverkehr: zwei vorhandene und ein zusätzlicher Fahrstreifen rechts in Fahrtrichtung

- Zeichen 542-10
Aufweitungstafel; Darstellung mit Gegenverkehr: ein vorhandener und ein zusätzlicher Fahrstreifen links in Fahrtrichtung, ein Fahrstreifen im Gegenverkehr
- Zeichen 542-11
Aufweitungstafel; Darstellung mit Gegenverkehr: ein vorhandener und ein zusätzlicher Fahrstreifen links in Fahrtrichtung, zwei Fahrstreifen im Gegenverkehr

- Zeichen 545-11
Aufweitungstafel; Darstellung ohne Gegenverkehr und mit integriertem Zeichen 275 StVO: zwei vorhandene und ein zusätzlicher Fahrstreifen links in Fahrtrichtung

- Zeichen 546-10
Aufweitungstafel; Darstellung mit Gegenverkehr und mit integriertem Zeichen 275 StVO: ein vorhandener und ein zusätzlicher Fahrstreifen links in Fahrtrichtung, ein Fahrstreifen im Gegenverkehr
- Zeichen 546-11
Aufweitungstafel; Darstellung mit Gegenverkehr und mit integriertem Zeichen 275 StVO: ein vorhandener und ein zusätzlicher Fahrstreifen links in Fahrtrichtung, zwei Fahrstreifen im Gegenverkehr

- Zeichen 551-20
Zusammenführungstafel; Darstellung ohne Gegenverkehr: eins plus eins Fahrstreifen
- Zeichen 551-21
Zusammenführungstafel; Darstellung ohne Gegenverkehr: eins plus zwei Fahrstreifen
- Zeichen 551-22
Zusammenführungstafel; Darstellung ohne Gegenverkehr: zwei plus zwei Fahrstreifen
- Zeichen 551-23
Zusammenführungstafel; Darstellung ohne Gegenverkehr: zwei plus drei Fahrstreifen

## (5) Verkehrseinrichtungen nach § 43 (Nummern 600 bis 699)

Zeichen 600-30 Absperrschranke; 100 × 800 mm
Zeichen 600-31 Absperrschranke; 100 × 1200 mm
Zeichen 600-32 Absperrschranke; 100 × 1600 mm
Zeichen 600-34 Absperrschranke; 250 × 1600 mm
Zeichen 605-10 Leitbake (Aufstellung rechts); 1000 × 250 mm
Zeichen 605-20 Leitbake (Aufstellung links); 1000 × 250 mm
Zeichen 605-11 Leitbake (Aufstellung rechts); 2000 × 250 mm
Zeichen 605-21 Leitbake (Aufstellung links); 2000 × 250 mm
Zeichen 605-12 Warnlichtbake (Aufstellung rechts); 2500 × 500 mm
Zeichen 605-22 Warnlichtbake (Aufstellung links); 2500 × 500 mm
Zeichen 605-13 Warnlichtbake mit Zeichen 222-10 (Aufstellung rechts); 2500 × 500 mm
Zeichen 605-23 Warnlichtbake mit Zeichen 222-10 (Aufstellung links); 2500 × 500 mm
Zeichen 605-14 Leitplatte (Aufstellung rechts); 750 × 500 mm
Zeichen 605-24 Leitplatte (Aufstellung links); 750 × 500 mm
Zeichen 605-30 Leitplatte; 750 × 500 mm
Zeichen 605-31 Leitplatte; 1200 × 600 mm
Zeichen 605-32 Leitplatte; 2500 × 500 mm
Zeichen 610-40 Leitkegel; Höhe = 500 mm
Zeichen 615 fahrbare Absperrtafel; 2500 × 1700 mm
Zeichen 616-30 fahrbare Absperrtafel mit Blinkpfeil (große Ausführung); 3600 × 2200 mm
Zeichen 616-31 fahrbare Absperrtafel mit Blinkpfeil (kleine Ausführung); 2500 × 1700 mm
Zeichen 620-40 Leitpfosten (rechts)
Zeichen 620-41 Leitpfosten (links)
Zeichen 625-10 Richtungstafel in Kurven (Aufstellung rechts); 500 × 500 mm
Zeichen 625-20 Richtungstafel in Kurven (Aufstellung links); 500 × 500 mm
Zeichen 625-11 Richtungstafel in Kurven (Aufstellung rechts); 500 × 1500 mm
Zeichen 625-21 Richtungstafel in Kurven (Aufstellung links); 500 × 1500 mm
Zeichen 625-12 Richtungstafel in Kurven (Aufstellung rechts); 500 × 2000 mm
Zeichen 625-22 Richtungstafel in Kurven (Aufstellung links); 500 × 2000 mm
Zeichen 625-13 Richtungstafel in Kurven (Aufstellung rechts); 500 × 2500 mm
Zeichen 625-23 Richtungstafel in Kurven (Aufstellung links); 500 × 2500 mm
Zeichen 628-10 Brückenleitmal (Aufstellung rechts); Breite 250 mm
Zeichen 628-20 Brückenleitmal (Aufstellung links); Breite 250 mm
Zeichen 628-30 Brückenleitmal (gerade); Höhe 250 mm
Zeichen 628-50 Brückenleitmal (gebogen); Höhe 250 mm
Zeichen 630 Park-Warntafel; 423 × 423 mm

## (6) Zusatzzeichen (ab Nummer 1000)
Bei Einführung der Novelle von 1992 wurde zunächst oftmals noch die bisherige Bezeichnung „Zusatzschild“ beibehalten. In vielen Veröffentlichungen wurden die beiden Begriffe „Zusatzschild“ und „Zusatzzeichen“ als Synonyme in ein und denselben Texten verwendet. Erst nach und nach wechselte der Gesetzgeber auch im Gesetzestext das Wort „Zusatzschild“ mit dem Begriff „Zusatzzeichen“ aus.

### 1000–1019: Gruppe der allgemeinen Zusatzzeichen

#### 1000: Richtungsangaben durch Pfeile

Zusatzzeichen 1000-10 Richtungsangaben durch Pfeile, linksweisend
Zusatzzeichen 1000-11 Richtung der Gefahrstelle, linksweisend
Zusatzzeichen 1000-12 Fußgänger Gehweg gegenüber benutzen
Zusatzzeichen 1000-13 Rollstuhlfahrer (Sinnbild), Pfeil linksweisend
Zusatzzeichen 1000-20 Richtungsangaben durch Pfeile, rechtsweisend
Zusatzzeichen 1000-21 Richtung der Gefahrstelle, rechtsweisend
Zusatzzeichen 1000-22 Fußgänger Gehweg gegenüber benutzen
Zusatzzeichen 1000-23 Rollstuhlfahrer (Sinnbild), Pfeil rechtsweisend
Zusatzzeichen 1000-30 beide Richtungen, zwei gegengerichtete waagerechte Pfeile
Zusatzzeichen 1000-31 beide Richtungen, zwei gegengerichtete senkrechte Pfeile

#### 1001: Länge einer Verbotsstrecke

Zusatzzeichen 1001-30 auf ... m
Zusatzzeichen 1001-31 auf ... km

#### 1002/1003: Hinweise auf den Verlauf von Vorfahrtstraßen

Zusatzzeichen 1002-10 Verlauf der Vorfahrtstraße an Kreuzungen (von unten nach links)
Zusatzzeichen 1002-11 Verlauf der Vorfahrtstraße an Kreuzungen (von oben nach links)
Zusatzzeichen 1002-12 Verlauf der Vorfahrtstraße an Einmündungen (von unten nach links, Fall 1)
Zusatzzeichen 1002-13 Verlauf der Vorfahrtstraße an Einmündungen (von unten nach links, Fall 2)
Zusatzzeichen 1002-14 Verlauf der Vorfahrtstraße an Einmündungen (von oben nach links)
Zusatzzeichen 1002-20 Verlauf der Vorfahrtstraße an Kreuzungen (von unten nach rechts)
Zusatzzeichen 1002-21 Verlauf der Vorfahrtstraße an Kreuzungen (von oben nach rechts)
Zusatzzeichen 1002-22 Verlauf der Vorfahrtstraße an Einmündungen (von unten nach rechts, Fall 1)
Zusatzzeichen 1002-23 Verlauf der Vorfahrtstraße an Einmündungen (von unten nach rechts, Fall 2)
Zusatzzeichen 1002-24 Verlauf der Vorfahrtstraße an Einmündungen (von oben nach rechts)

#### 1004/1005: Entfernungsangaben

Zusatzzeichen 1004-30 nach 100 m
Zusatzzeichen 1004-31 Halt nach 100 m
Zusatzzeichen 1004-32 nach 200 m
Zusatzzeichen 1004-33 nach 400 m
Zusatzzeichen 1004-34 nach 600 m
Zusatzzeichen 1004-35 nach 2 km

#### 1006/1007: Hinweise auf Gefahren

Zusatzzeichen 1006-30 Ölspur
Zusatzzeichen 1006-31 Rauch
Zusatzzeichen 1006-32 Rollsplitt
Zusatzzeichen 1006-33 Baustellenausfahrt
Zusatzzeichen 1006-34 Straßenschäden
Zusatzzeichen 1006-35 verschmutzte Fahrbahn
Zusatzzeichen 1006-36 Unfallgefahr
Zusatzzeichen 1006-37 Krötenwanderung
Zusatzzeichen 1006-38 Staugefahr
Zusatzzeichen 1006-39 eingeschränktes Lichtraumprofil durch Bäume
Zusatzzeichen 1007-30 Gefahr unerwarteter Glatteisbildung

#### 1008/1009: Hinweise auf geänderte Vorfahrt, Verkehrsführung u.ä.

Zusatzzeichen 1008-30 Vorfahrt geändert
Zusatzzeichen 1008-31 Verkehrsführung geändert
Zusatzzeichen 1008-32 Industriegebiet Schienenfahrzeuge haben Vorrang (zu Zeichen 201 StVO)
Zusatzzeichen 1008-33 Hafengebiet Schienenfahrzeuge haben Vorrang (zu Zeichen 201 StVO)

#### 1010/1011: sonstige Hinweise mit grafischen Symbolen

Zusatzzeichen 1010-10 erlaubt Kindern auch auf der Fahrbahn und dem Seitenstreifen zu spielen
Zusatzzeichen 1010-11 Wintersport erlaubt
Zusatzzeichen 1010-12 Kennzeichnung von Parkflächen, auf denen Anhänger auch länger als 14 Tage parken dürfen
Zusatzzeichen 1010-13 Kennzeichnung von Parkflächen, auf denen Wohnwagen auch länger als 14 Tage parken dürfen
Zusatzzeichen 1010-14 Information „Rollende Landstraße“

#### 1012/1013: sonstige Hinweise durch verbale Angaben

Zusatzzeichen 1012-30 Anfang
Zusatzzeichen 1012-31 Ende
Zusatzzeichen 1012-32 Radfahrer absteigen
Zusatzzeichen 1012-33 keine Mofas
Zusatzzeichen 1012-34 Grüne Welle bei ... km/h
Zusatzzeichen 1012-35 bei Rot hier halten

### 1020–1039: Gruppe der „frei“-Zusatzzeichen

#### 1020/1021: Personendarstellungen (auch verbal)

Zusatzzeichen 1020-11 Schwerbehinderte mit Parkausweis Nr. ... frei
Zusatzzeichen 1020-12 Radfahrer und Anlieger frei
Zusatzzeichen 1020-30 Anlieger frei
Zusatzzeichen 1020-31 Anlieger oder Parken frei
Zusatzzeichen 1020-32 Anwohner mit Parkausweis Nr. ... frei

#### 1022/1023: Fahrzeugdarstellungen: Radfahrer, Krafträder, auch mit Beiwagen, Kleinkrafträder und Mofas

Zusatzzeichen 1022-10 Radfahrer frei
Zusatzzeichen 1022-11 Mofas frei
Zusatzzeichen 1022-12 Krafträder auch mit Beiwagen, Kleinkrafträder und Mofas frei

#### 1024/1025: Fahrzeugdarstellungen: mehrspurige Fahrzeuge

Zusatzzeichen 1024-10 Personenkraftwagen frei
Zusatzzeichen 1024-11 Pkw mit Anhänger frei
Zusatzzeichen 1024-12 Kraftfahrzeuge mit einem zulässigen Gesamtgewicht über 2,8 t, einschließlich ihrer Anhänger, und Zugmaschinen, ausgenommen Personenkraftwagen und Kraftomnibusse frei
Zusatzzeichen 1024-13 Lastkraftwagen mit Anhänger frei
Zusatzzeichen 1024-14 Kraftomnibus frei
Zusatzzeichen 1024-15 Schienenbahn frei
Zusatzzeichen 1024-16 Straßenbahn frei (entfällt künftig)
Zusatzzeichen 1024-17 Kraftfahrzeuge und Züge, die nicht schneller als 25 km/h fahren können oder dürfen, frei

#### 1026/1027: Taxi, Krankenfahrzeuge u. ä. „frei“ (verbale Angaben)

Zusatzzeichen 1026-30 Taxi frei
Zusatzzeichen 1026-31 Mofas frei
Zusatzzeichen 1026-32 Linienverkehr frei
Zusatzzeichen 1026-33 Einsatzfahrzeuge frei
Zusatzzeichen 1026-34 Krankenfahrzeuge frei
Zusatzzeichen 1026-35 Lieferverkehr frei
Zusatzzeichen 1026-36 Landwirtschaftlicher Verkehr frei
Zusatzzeichen 1026-37 Forstwirtschaftlicher Verkehr frei
Zusatzzeichen 1026-38 Land- und forstwirtschaftlicher Verkehr frei
Zusatzzeichen 1026-39 Betriebs- und Versorgungsdienst frei

#### 1028/1029: sonstige Verkehrsteilnehmer „frei“ (verbale Angaben)

Zusatzzeichen 1028-30 Baustellenfahrzeuge frei
Zusatzzeichen 1028-31 bis Baustelle frei
Zusatzzeichen 1028-32 Anlieger bis Baustelle frei
Zusatzzeichen 1028-33 Zufahrt bis ... frei
Zusatzzeichen 1028-34 Fährbenutzer frei

### 1040–1059: Gruppe der beschränkenden Zusatzzeichen

#### 1040/1041: Zeitangaben: Stunden ohne Beschränkung auf Wochentage

Zusatzzeichen 1040-10 Wintersport erlaubt, zeitlich beschränkt (10 – 16 h)
Zusatzzeichen 1040-30 zeitliche Beschränkung (16 – 18 h)
Zusatzzeichen 1040-31 zeitliche Beschränkung (8 – 11 h, 16 – 18 h)
Zusatzzeichen 1040-32 Parkscheibe 2 Stunden
Zusatzzeichen 1040-33 Parken mit Parkscheibe in gekennzeichneten Flächen 2 Stunden

#### 1042/1043: Zeitangaben: mit Beschränkung auf Wochentage

Zusatzzeichen 1042-30 zeitliche Beschränkung (werktags)
Zusatzzeichen 1042-31 zeitliche Beschränkung (werktags 18 – 19 h)
Zusatzzeichen 1042-32 zeitliche Beschränkung (werktags 8.30 – 11.30 h, 16 – 18 h)
Zusatzzeichen 1042-33 zeitliche Beschränkung (Mo – Fr, 16 – 18 h)
Zusatzzeichen 1042-34 zeitliche Beschränkung (Di, Do, Fr 16 – 18 h)
Zusatzzeichen 1042-35 zeitliche Beschränkung (6 – 22 h an Sonn- und Feiertagen)
Zusatzzeichen 1042-36 Schulbus (tageszeitliche Benutzung)
Zusatzzeichen 1042-37 Parken Samstag und Sonntag erlaubt

#### 1044/1045: Personendarstellungen

Zusatzzeichen 1044-10 nur Schwerbehinderte mit außergewöhnlicher Gehbehinderung und Blinde
Zusatzzeichen 1044-11 nur Schwerbehinderte mit Parkausweis Nr. ...
Zusatzzeichen 1044-30 nur Anwohner mit Parkausweis Nr. ....

#### 1046/1047: Fahrzeugdarstellungen: Krafträder, auch mit Beiwagen, Kleinkrafträder und Mofas

Zusatzzeichen 1046-11 nur Mofas
Zusatzzeichen 1046-12 nur Krafträder, auch mit Beiwagen, Kleinkrafträder und Mofas

#### 1048/1049: Fahrzeugdarstellungen: mehrspurige Fahrzeuge

Zusatzzeichen 1048-10 nur Personenkraftwagen
Zusatzzeichen 1048-11 nur Pkw mit Anhänger
Zusatzzeichen 1048-12 nur Kraftfahrzeuge mit einem zulässigen Gesamtgewicht über 2,8 t, einschließlich ihrer Anhänger, und Zugmaschinen, ausgenommen Personenkraftwagen und Kraftomnibusse
Zusatzzeichen 1048-13 nur Lastkraftwagen mit Anhänger
Zusatzzeichen 1048-14 nur Sattelkraftfahrzeuge
Zusatzzeichen 1048-15 nur Sattelkraftfahrzeuge und Züge
Zusatzzeichen 1048-16 nur Kraftomnibus
Zusatzzeichen 1048-17 nur Wohnmobil
Zusatzzeichen 1048-18 nur Schienenbahn
Zusatzzeichen 1048-19 nur Straßenbahn
Zusatzzeichen 1049-10 nur Kraftfahrzeuge und Züge, die nicht schneller als 25 km/h fahren können oder dürfen
Zusatzzeichen 1049-11 Kraftfahrzeuge und Züge bis 25 km/h dürfen überholt werden
Zusatzzeichen 1049-12 nur militärische Kettenfahrzeuge
Zusatzzeichen 1049-13 nur Lkw (Zeichen 1048-12), Kraftomnibus (Zeichen 1048-16) und Pkw mit Anhänger (Zeichen 1048-11)

#### 1050/1051: Fahrzeugdarstellungen: verbale Bezeichnungen von Fahrzeugen

Zusatzzeichen 1050-30 Taxi
Zusatzzeichen 1050-31 ... Taxen

#### 1054/1055: Fahrzeuge mit besonderer Ladung und sonstige Beschränkungen

Zusatzzeichen 1052-30 Streckenverbot für den Transport von gefährlichen Gütern auf Straßen
Zusatzzeichen 1052-31 Streckenverbot für Fahrzeuge mit wassergefährdender Ladung
Zusatzzeichen 1052-33 nur mit Parkschein
Zusatzzeichen 1052-34 gebührenpflichtig
Zusatzzeichen 1052-35 Gewichtsangabe (7,5 t)
Zusatzzeichen 1052-36 bei Nässe; das Schild mit seinem Text-Bild-Bezug geht im Ursprung auf eine Anregung des ADAC zurück, die bereits 1978 veröffentlicht wurde.[26]
Zusatzzeichen 1052-37 Haltverbot auch auf dem Seitenstreifen
1052-38 schlechter Fahrbahnrand
Zusatzzeichen 1052-39 auf dem Seitenstreifen
Zusatzzeichen 1053-30 Parken in gekennzeichneten Flächen erlaubt

### Ab 1060: Gruppe der besonderen Zeichen

Zusatzzeichen 1060-10 Gefahrzeichen für Wohnwagengespanne an Gefällestrecken mit starkem Seitenwind auf Autobahnen
Zusatzzeichen 1060-11 auch Fahrräder und Mofas
Zusatzzeichen 1060-30 Streugut (selbständiges Hinweiszeichen)

## Ältere Verkehrszeichen, die nicht im Verkehrszeichenkatalog von 1992 enthalten waren
In der Praxis blieben die meisten Verkehrszeichen in der Ausführung von vor 1992 auch über das Jahr 2013 hinaus gültig. In diesem Abschnitt werden Zeichen aufgeführt, die nicht mehr oder nicht mehr in der bisherigen Ausführung im Verkehrszeichenkatalog von 1992 enthalten waren und bis 2013, dem Jahr der Einführung einer neuen Straßenverkehrs-Ordnung, rechtsungültig wurden.

Zeichen 225 Straßenbahn-Doppelhaltestelle. Die Zeichen verloren am 1. Januar 1994 ihre Rechtswirksamkeit
Zeichen 225 Straßenbahn-Doppelhaltestelle. Die Zeichen verloren am 1. Januar 1994 ihre Rechtswirksamkeit
Zeichen 226 blieb mit der Bedeutung von Zeichen 224 noch bis zum 31. Dezember 1993 rechtsgültig.[27]
Zeichen 290 alte Version des Zonenhalteverbots für einen Stadtbezirk. Die Zeichen wurden nach dem 31. Dezember 1999 abgebaut.

## Nachträgliche Änderungen und Ergänzungen zu den Verkehrszeichen
Nachfolgend sind Zeichen aufgeführt, die von der Schildernovelle 1992 bis zur Neufassung der Straßenverkehrs-Ordnung 2013 vom Bundesministerium veröffentlicht wurden. Nicht alle davon sind jedoch in den Verkehrszeichenkatalog aufgenommen worden.

### 1992
Am 24. April 1992 wurden im Verkehrsblatt neue Richtlinien für wegweisende Beschilderung außerhalb von Autobahnen (RWB) verkündet und am 30. April 1992 veröffentlicht. In der gleichen Ausgabe des Verkehrsblattes wurden auch Richtlinien für die Umleitungsbeschilderung (RUB) veröffentlicht.

### 1994
Am 1. Januar 1994 trat die Siebzehnte Verordnung zur Änderung straßenverkehrsrechtlicher Vorschriften vom 14. Dezember 1993 in Kraft. Unter anderem wurde die 1991 erteilte Verordnung über die vorübergehende Verwendung des grünen Pfeilschildes an Lichtzeichenanlagen aufgehoben und der Grünpfeil fest integrierter Bestandteil der StVO. Mit Veröffentlichung vom 15. April 1994 wurden die Vorschriften für eine einheitliche Gestaltung des Grünpfeils im Verkehrsblatt erlassen.

Zeichen 229 Taxenstand
Zeichen 720 Grünpfeil

### 1995

Zusatzzeichen 1030-10 Vom Verkehrsverbot bei erhöhter Schadstoffkonzentration ausgenommene Kraftfahrzeuge frei

### 1996
Nach dem Verbot von verbleitem Normalbenzin am 1. Februar 1988 wurde 1996 auch das Super-Benzin mit bleihaltigen Antiklopfmitteln aus dem Verkehr gezogen. Damit entfiel auch eine gesonderte Auszeichnung der Tankstellen mit dem Zeichen 361-51, das relativ zügig abgebaut wurde. Mit dem Zeichen verschwand auch das dazugehörige Symbol aus dem Verkehrszeichenkatalog.

Zeichen 361-51 Tankstelle auch mit bleifreiem Benzin
Symbol Tankstelle auch mit bleifreiem Benzin

### 1997

#### September
In Heft 19/1997 des Verkehrsblatts wurde bekanntgegeben, dass die Angabe „2,8 t“ jeweils durch die Angabe „3,5 t“ zu ersetzen sei. Diese Änderung betraf unter anderem auch die Bestimmungen zu den entsprechenden Verkehrszeichen.
Am 1. September 1997 trat die im Bundesgesetzblatt verkündete Vierundzwanzigste Verordnung zur Änderung straßenverkehrsrechtlicher Vorschriften in Kraft.
Mit der als „Radfahrnovelle“ bekannt gewordenen Verordnung wurden folgende Verkehrszeichen und Zusatzzeichen in den Verkehrszeichenkatalog mit aufgenommen:

Zeichen 244 Beginn der Fahrradstraße[36]
Zeichen 244a Ende der Fahrradstraße[36]

Zusatzzeichen 1000-32 Radverkehr von links und rechts[37]
Zusatzzeichen 1000-33 Radfahrer im Gegenverkehr[36](abgeschafft zum 1. April 2017)
Zusatzzeichen 1022-10 Radfahrer frei[36]

#### November

Zusatzzeichen 1014-50 Tunnelkategorie gemäß ADR-Übereinkommen (B)
Zusatzzeichen 1014-51 Tunnelkategorie gemäß ADR-Übereinkommen (C)
Zusatzzeichen 1014-52 Tunnelkategorie gemäß ADR-Übereinkommen (D)
Zusatzzeichen 1014-53 Tunnelkategorie gemäß ADR-Übereinkommen (E)

In Heft 21/1997 des Verkehrsblatts wurden für den 15. November 1997 neue Technische Lieferbedingungen für die Straßenverkehrstechnik und Straßenausstattung veröffentlicht.

Bisher: Zeichen 616-30 fahrbare Absperrtafel mit Blinkpfeil – große Ausführung; 3600 × 2200 mm
Neu: Zeichen 616-30 fahrbare Absperrtafel mit Blinkpfeil – große Ausführung; 3600 × 2200 mm

### 1999
Am 15. November 1999 wurden neue Richtlinien für die wegweisende Beschilderung außerhalb von Autobahnen (RWB 2000) bekannt gegeben und am 31. Dezember 1999 im Verkehrsblatt veröffentlicht. Nachfolgend alle Symbole, die am 31. Dezember 1999 zur Beschilderung gehörten.

Symbol 1 Autobahn
Symbol 2 Informationsstelle
Symbol 3 Erste Hilfe-Station
Symbol 4 Krankenhaus
Symbol 5 Polizeistation
Symbol 6 Parkhaus, Parkgarage
Symbol 7 Parken und Reisen
Symbol 8 Flughafen
Symbol 9 Hafen, Fährhafen, Fähre
Symbol 10 Industriegebiet, Gewerbegebiet
Symbol 11 Großsportanlage, Stadion
Symbol 12 Freizeitsportanlage
Symbol 13 Bahnhof
Symbol 14 Güterverkehrszentrum
Symbol 15 Auto im Reisezug
Symbol 16 Zelt- und Wohnwagenplatz
Symbol 17 Parkplatz

### 2000

Zeichen 215 Kreisverkehr[40]
Zeichen 448.1 Autohof[41]

### 2001

#### Januar

Freibad
Hallenbad

Zusatzzeichen 1005-30 Reißverschluss erst
in ... m[42]
Zusatzzeichen 1005-31 Ende in ... m
Zusatzzeichen 1013-50 Seitenstreifen befahren
Zusatzzeichen 1013-51 Seitenstreifen räumen

Am 28. Dezember 2000 verkündete das Bundesministerium für Verkehr, Bau- und Wohnungswesen neue Richtlinien für die wegweisende Beschilderung der Autobahnen (RWBA 2000), die am 1. Januar 2001 anzuwenden waren. Lediglich die Hinweisbeschilderung auf Autohöfe sollte ab dem 1. Februar 2001 erfolgen. Anschließend folgen alle Symbole, die am 1. Januar 2001 gültig waren.

Symbol 1 Polizeistation
Symbol 2 Erste Hilfe-Station
Symbol 3 Informationsstelle
Symbol 4 Tankstelle
Symbol 5 Gasthaus
Symbol 6 Verkaufskiosk
Symbol 7 Toiletten
Symbol 8 Damen-WC
Symbol 9 Herren-WC
Symbol 10 Behindertentoiletten
Symbol 11 Motel, Hotel
Symbol 12 Fernsprecher
Symbol 13 Autobahn
Symbol 14 Autobahn
Symbol 15 Flughafen
Symbol 16 Personenkraftwagen
Symbol 17 Lastkraftwagen
Symbol 18 Kraftomnibus
Symbol 19 Personenkraftwagen mit Anhänger
Symbol 20 Lastkraftwagen mit Anhänger
Symbol 21 Rollstuhlfahrersymbol
Symbol 22 Autobahnausfahrt
Symbol 23 Autobahnkreuz oder Autobahndreieck
Symbol 24 Werkstatt
Symbol 25 Parkplatz
Symbol 26 Autobahnkapelle
Symbol 27 Autohof

#### Februar
Am 14. Februar 2001 verkündete das Bundesministerium für Verkehr, Bau- und Wohnungswesen zusätzliche grafische Symbole gemäß den Richtlinien für die wegweisende Beschilderung der Autobahnen (RWBA 2000), die am 31. März 2001 im Verkehrsblatt veröffentlicht wurden. Dabei wurden folgende Symbole auch für die eingeschränkte Nutzung auf Autobahnen eingeführt:

Industriegebiet, Gewerbegebiet
Parken und Reisen
Großsportanlage, Stadion
Güterverkehrszentrum

### 2002
Im Jahr 2001 wurden mit der Fünfunddreißigsten Verordnung zur Änderung straßenverkehrsrechtlicher Vorschriften drei neue Zeichen mit Varianten im Bundesgesetzblatt verordnet, die es ermöglichten, den Seitenstreifen auf Autobahnen zeitweilig befahrbar zu machen. Zudem wurde in dieser Änderungsverordnung einem Urteil des Bundesverwaltungsgerichts vom 28. Mai 1998 Rechnung getragen, das Zum Begriff des Bewohners und zur Einrichtung von Bewohnerparkzonen ausgesprochen worden war. Demnach musste unter anderem bis zum 31. Dezember 2003 der Begriff „Anwohner“ durch das Wort „Bewohner“ ersetzt werden. Diese Verordnung wurde am 1. Januar 2002 rechtsgültig.

Zeichen 223.1 Seitenstreifen befahren[47]
Zeichen 223.1-50 Seitenstreifen befahren
Zeichen 223.2 Seitenstreifen nicht mehr befahren[47]
Zeichen 223.2-50 Seitenstreifen nicht mehr befahren
Zeichen 223.3 Seitenstreifen räumen[48]
Zeichen 223.3-50 Seitenstreifen räumen

Bisher: Zeichen 1020-32 Anwohner mit Parkausweis Nr. ... frei
Neu: Zeichen 1020-32 Bewohner mit Parkausweis Nr. ... frei
Bisher: Zeichen 1044-30 Anwohner mit Parkausweis Nr. ....
Neu: Zeichen 1044-30 Bewohner mit Parkausweis Nr. ....

### 2003
Das Zeichen „Mautpflichtige Strecke“ wurde am 31. Juli 2003 im Verkehrsblatt veröffentlicht. Das neue Zeichen war nach dieser Veröffentlichung noch nicht Bestandteil der StVO, solle jedoch mit der nächsten Änderung eingefügt werden.

Zeichen 391 Mautpflichtige Strecke

### 2004
Die Einführung der beiden neu verordneten Zeichen trat am 13. Oktober 2004 in Kraft. Ihre Veröffentlichung erfolgte am 15. November 2004 im Verkehrsblatt.

Zeichen 390 Mautpflicht nach dem Bundesfernstraßenmautgesetz
Sinnbild Gespannfuhrwerk

### 2005
Noch am 31. Dezember 2005 trat die Fünfzehnte Verordnung zur Änderung der Straßenverkehrs-Ordnung vom 22. Dezember 2005 in Kraft. Durch sie wurden zwei neue Zusatzzeichen eingeführt. Das neu verordnete Zusatzzeichen „Durchgangsverkehr“ sollte in Kombination mit dem ebenfalls neuen Zusatzzeichen „12 t“ und Zeichen 253 den Durchgangsverkehr an belasteten Strecken innerhalb von Ortschaften und Städten auf Fahrzeuge unter dem zulässigen Gesamtgewicht von zwölf Tonnen beschränken.

Zusatzzeichen 1053-37 Massenangabe – 12 t
Zusatzzeichen 1053-38 Durchgangsverkehr

### 2006

#### April
Am 1. April 2006 wurden mit der Dreiundvierzigsten Verordnung zur Änderung straßenverkehrsrechtlicher Vorschriften im Bundesgesetzblatt folgende Verkehrszeichen gültig:

Zeichen 327 Tunnel[53]
Zeichen 327-50 Tunnel, mit Längenangabe in m
Zeichen 328 Nothalte- und Pannenbucht[54]

Die Einführung dieser Verkehrszeichen diente der Umsetzung der Richtlinie 2004/54/EG.
Am 27. April 2006 wurde den Autobahnrastanlagen und Autohöfen mit dem Allgemeinen Rundschreiben Straßenbau Nr. 6/2006 vom Bundesministerium für Verkehr, Bau und Stadtentwicklung die Möglichkeit eingeräumt, auf einem Zusatzschild direkt unter der Ankündigungstafel einschließlich der Wiederholtafeln für Dienstleistungsangebote zu werben. Dabei dürfen nun bis zu vier Markenzeichen in ihrer rechtlich geschützten Form pro Zusatzschild abgebildet werden.

#### Mai
Am 24. April 2006 wurde das Zeichen Notrufsäule verkündet und am 31. Mai 2006 im Verkehrsblatt veröffentlicht. Es löste Zeichen 360-51 ab.

Bisher: Zeichen 360-51 Fernsprecher (Notruf)
Neu: Zeichen 365-51 Notrufsäule[59]

#### Juli
Am 27. Juni 2006 wurden zwei Zeichen für Gastankstellen verkündet und am 31. Juli 2006 im Verkehrsbatt veröffentlicht.

Zeichen 365-53 Autogastankstelle[61]
Zeichen 365-54 Erdgastankstelle[61]

### 2007

#### Januar
Am 31. Januar 2007 wurde durch das Bundesministerium für Verkehr, Bau und Stadtentwicklung eine Ergänzung des Katalogs der Sinnbilder in Kapitel 5.7 der Richtlinien für die wegweisende Beschilderung außerhalb von Autobahnen 2000 (RWB 2000) um zwei weitere Zeichen verkündet und am 28. Februar 2007 veröffentlicht.
- Freibad
- Hallenbad

#### März
Die im Bundesgesetzblatt am 10. Oktober 2006 festgelegte Verordnung zum Erlass und zur Änderung von Vorschriften über die Kennzeichnung emissionsarmer Kraftfahrzeuge trat am 1. März 2007 in Kraft. Das bisherige Zeichen 270 wurde nun durch die Zeichen 270.1. und 270.2 ersetzt.

Zeichen 270.1 Beginn eines Verkehrsverbots zur Verminderung schädlicher Luftverunreinigungen in einer Zone[64]
Zeichen 270.2 Ende eines Verkehrsverbots zur Verminderung schädlicher Luftverunreinigungen in einer Zone[64]

Des Weiteren wurden in derselben Verordnung Zusatzzeichen für Zeichen 270.1. erlassen.

Zusatzzeichen 1031 Freistellung vom Verkehrsverbot nach § 40 Absatz 1 des Bundes-Immissionsschutzgesetzes[64]
Zusatzzeichen 1031-50 Freistellung vom Verkehrsverbot nach § 40 Absatz 1 des Bundes-Immissionsschutzgesetzes (grüne und gelbe Plakette)[64]
Zusatzzeichen 1031-51 Freistellung vom Verkehrsverbot nach § 40 Absatz 1 des Bundes-Immissionsschutzgesetzes (grüne Plakette)[64]

#### April
Am 05. April 2007 wurde im Verkehrsblatt die Veröffentlichung eines weiteren neuen Zeichens für die RWB 2000 bekanntgegeben und am 15. Mai 2007 veröffentlicht.

Stadt-Ortszentrum

#### November
Am 5. November 2007 wurden Zusatzzeichen mit Tunnelkategorie verkündet und am 30. November 2007 im Verkehrsblatt veröffentlicht.
- Zusatzzeichen 1014-50
Tunnelkategorie gemäß ADR-Übereinkommen (B)
- Zusatzzeichen 1014-51
Tunnelkategorie gemäß ADR-Übereinkommen (C)
- Zusatzzeichen 1014-52
Tunnelkategorie gemäß ADR-Übereinkommen (D)
- Zusatzzeichen 1014-53
Tunnelkategorie gemäß ADR-Übereinkommen (E)

### 2008

Zeichen 386.3-50 Touristische Unterrichtungstafel, Erinnerungstafel gemäß „Brocken-Erklärung“

2008 wurden folgende Sinnbilder in den Richtlinien für die touristische Beschilderung (RtB), Ausgabe 2008 von der Forschungsgesellschaft für Straßen- und Verkehrswesen, Arbeitsgruppe Verkehrsmanagement, verbindlich veröffentlicht.

Kirche
Burg, Schloß
Museum
Kriegsgräberstätte

Am 7. August 2008 wurde die Einführung einer Erinnerungstafel als Hinweis auf die ehemalige innerdeutsche Grenze verkündet und am 30. August 2008 veröffentlicht. Diese Tafel war als erster Preis eines Gestaltungswettbewerbs durch die im April 2008 tagende Verkehrsministerkonferenz bekanntgegeben worden.
- Zeichen 386.3-50
Touristische Unterrichtungstafel, Erinnerungstafel gemäß „Brocken-Erklärung“

### Novelle 2009 (Schilderwaldnovelle)

Zeichen 224-51 Schulbushaltestelle

Zeichen 314.1 Beginn einer Parkraumbewirtschaftungszone
Zeichen 314.2 Ende einer Parkraumbewirtschaftungszone
Zeichen 357-50 Durchlässige Sackgasse
Zeichen 357-51 Durchlässige Sackgasse
Zeichen 441 Gegliederter Vorwegweiser zur Autobahn
Zeichen 605-11 Leitbake, Pfeilbake, (Aufstellung rechts); 1000 × 250 mm
Zeichen 605-21 Leitbake, Pfeilbake, (Aufstellung links); 1000 × 250 mm
Zeichen 628-10 Leitschwelle mit Leitbake (Aufstellung rechts)
Zeichen 628-20 Leitschwelle mit Leitbake (Aufstellung links)
Zeichen 629-10 Leitbord mit Leitbake (Aufstellung rechts)
Zeichen 629-20 Leitbord mit Leitbake (Aufstellung links)
Zusatzzeichen 1020-13 Inline-Skaten und Rollschuhfahren frei

Die am 3. April 2009 vom Bundesrat verabschiedete 46. StVO-Novelle vom 5. August 2009 trat am 1. September 2009 in Kraft. Mit dieser Novelle wurden wesentliche Teile der Straßenverkehrs-Ordnung geändert, neue Verkehrszeichen benannt und andere Verkehrszeichen entfernt. Aufgrund falsch angegebener Verordnungsermächtigungen wurde die Novelle in einer am 13. April 2010 veröffentlichten Pressemeldung vom Bundesministerium für Verkehr aus formellen Gründen für nichtig erklärt. Formal entfaltete die Pressemitteilung keinerlei rechtliche Wirkung. Um dies zu tun, hätte sie im Bundesgesetzblatt verkündet werden müssen. Daher blieb die juristische Problematik, ob das Bundesministerium überhaupt berechtigt war, eine solche Nichtigkeit zu erklären. Trotz dieser Bedenken und der tatsächlichen Rechtslage wurde die Unwirksamkeit der Novelle aufgrund der Fehler auch in juristischen Fachkreisen sowie in den Kommunen als gegeben wahrgenommen und entsprechend gehandelt: Die Verkehrsschilder wurden nicht ausgetauscht. Etliche Gemeinden und Kommunen bedienten sich jedoch aus dem Fundus der neu eingeführten Verkehrszeichen.
Neue Bezeichnungen

Radverkehr[73]
Viehtrieb (eingeschränkte Bedeutung)[73]

Neue Nummern (Auswahl)

Zeichen 242.1 Beginn eines Fußgängerbereichs[74]
Zeichen 242.2 Ende eines Fußgängerbereichs[75]
Zeichen 292.1 Beginn eines eingeschränkten Haltverbotes für eine Zone[75]
Zeichen 292.2 Ende eines eingeschränkten Haltverbotes für eine Zone[75]
Zeichen 325.1 Beginn eines verkehrsberuhigten Bereichs[76]
Zeichen 325.2 Ende eines verkehrsberuhigten Bereichs[76]
Zeichen 330.1
Autobahn[77]
Zeichen 331.1 Kraftfahrstraße[78]
Zeichen 331.2 Ende der Kraftfahrstraße[78]
Zeichen 330.1 Ende der Autobahn[78]
Zeichen 467.1 Umlenkungspfeil (Streckenempfehlung)[79]

Neue Nummern und geänderte Bezeichnungen

Zeichen 244.1 Beginn einer Fahrradstraße
Zeichen 244.2 Ende einer Fahrradstraße

Bereits vorhandene, nun in die StVO aufgenommene Zeichen

Zeichen 467.2 Ende einer Streckenempfehlung;[79] das Zeichen war bislang nur in den Richtlinien für Wechselverkehrszeichen an Bundesfernstraßen (RWVZ) enthalten

Geänderte Darstellungsform
- Zeichen 224-51
Schulbushaltestelle

Neue Zeichen
- Zeichen 314.1
Beginn einer Parkraumbewirtschaftungszone[80]
- Zeichen 314.2
Ende einer Parkraumbewirtschaftungszone[80]
- Zeichen 357-50
Durchlässige Sackgasse[81]
- Zeichen 357-51
Durchlässige Sackgasse[81]
- Zeichen 441
Gegliederter Vorwegweiser zur Autobahn
- Zeichen 605-11
Leitbake, Pfeilbake, (Aufstellung rechts);
1000 × 250 mm
- Zeichen 605-21
Leitbake, Pfeilbake, (Aufstellung links);
1000 × 250 mm
- Zeichen 628-10
Leitschwelle mit Leitbake (Aufstellung rechts)
- Zeichen 628-20
Leitschwelle mit Leitbake (Aufstellung links)
- Zeichen 629-10
Leitbord mit Leitbake (Aufstellung rechts)
- Zeichen 629-20
Leitbord mit Leitbake (Aufstellung links)
- Zusatzzeichen 1020-13
Inline-Skaten und Rollschuhfahren frei[82]

### Novelle 2010
Am 3. Dezember 2010 wurde im Bundesgesetzblatt die nächste Änderung der StVO bekanntgegeben (BGBl. I S. 1737), sie trat tags darauf in Kraft (Winterreifenpflicht). In der vom Bundesministerium für Verkehr, Bau und Stadtentwicklung veröffentlichten Fassung der StVO war die 46. Änderung von 2009 nicht eingearbeitet. Abweichend dazu veröffentlichte das Bundesministerium für Justiz eine Fassung, die die Änderung von 2009 beinhaltete. Das Bundesministerium für Verkehr, Bau und Stadtentwicklung betonte, dass seine Veröffentlichung kein amtlicher Text sei, sondern „ein Service für den interessierten Verkehrsteilnehmer“. Rechtsverbindlich war nur die im Bundesgesetzblatt veröffentlichte Fassung der StVO von 1970 und die nachfolgenden Änderungsverordnungen (soweit nicht rechtswidrig).

### 2011
Am 21. Februar 2011 wurden vier Zusatzzeichen zur Vorhaltung von Parkflächen für Elektrofahrzeuge verkündet und am 15. März 2011 im Verkehrsbatt veröffentlicht. Die Zusatzzeichen galten sowohl für Elektroautos als auch für Elektrofahrräder.

Zusatzzeichen 1050-32 Elektrofahrzeuge während des Ladevorgangs
Zusatzzeichen 1050-33 Elektrofahrzeuge
Zusatzzeichen 1026-60 Elektrofahrzeuge während des Ladevorgangs frei
Zusatzzeichen 1026-61 Elektrofahrzeuge frei

### Weitere, bis 2013 hinzugefügte Zeichen

#### Vor 2006

Zeichen 386-12 Pfeil linksweisend
Zeichen 386-22 Pfeil rechtsweisend
Zeichen 386-32 Pfeil geradeausweisend

#### Nach 2006

Zeichen 513-10 Verschwenkungstafel; Darstellung ohne Gegenverkehr: einstreifig nach links und zurück
Zeichen 513-11 Verschwenkungstafel; Darstellung ohne Gegenverkehr: zweistreifig nach links und zurück
Zeichen 513-20 Verschwenkungstafel; Darstellung ohne Gegenverkehr: einstreifig nach rechts und zurück
Zeichen 513-21 Verschwenkungstafel; Darstellung ohne Gegenverkehr: zweistreifig nach rechts und zurück
Zeichen 514-10 Verschwenkungstafel; Darstellung mit Gegenverkehr: einstreifig nach links und zurück
Zeichen 514-20 Verschwenkungstafel; Darstellung mit Gegenverkehr: einstreifig nach rechts und zurück
Zeichen 522-34 Fahrstreifentafel; Darstellung mit Gegenverkehr: drei Fahrstreifen in Fahrtrichtung, zwei Fahrstreifen in Gegenrichtung
Zeichen 522-35 Fahrstreifentafel; Darstellung mit Gegenverkehr: zwei Fahrstreifen in Fahrtrichtung, drei Fahrstreifen in Gegenrichtung
Zeichen 522-36 Fahrstreifentafel; Darstellung mit Gegenverkehr: drei Fahrstreifen in Fahrtrichtung, drei Fahrstreifen in Gegenrichtung

## Zeichen, die nicht im Verkehrszeichenkatalog aufgeführt wurden
Folgende Zeichen wurden staatlicherseits veröffentlicht, sind in der Straßenverkehrs-Ordnung jedoch nicht enthalten gewesen.

### Veröffentlichungen des Bundesverkehrsministeriums
Die bereits 1971 überarbeiteten Hinweiszeichen zur Park- beziehungsweise Rastplatz-Beschilderung an den Bundesautobahnen wurden ab 1980/1981 den damals aktualisierten typographischen Neuerungen angepasst und behielten weiterhin ihre Gültigkeit.

Hinweiszeichen (Beilage 1) Rastplatz bitte sauberhalten
Hinweiszeichen (Beilage 2) Parkplatz bitte sauberhalten

Spezielle Autobahnrastplatz-Hinweisschilder wurde ab 1965 aufgestellt. Sie erinnerten an die Vertreibungsgebiete der Deutschen. Einige dieser Schilder weichen teils mehr oder weniger weit in den Bemaßungen und Ausführungen voneinander ab.

Autobahnrastplatz-Hinweisschild

Mit dem Allgemeinen Rundschreiben Straßenbau Nr. 16/1996 vom 30. Mai 1996 wurden erstmals einheitliche Baustelleninformationsschilder für Bundesautobahnen und Bundesfernstraßen eingeführt. Diese ersten Schilder wurden durch das Allgemeinen Rundschreiben Straßenbau Nr. 39/1998 vom 12. Oktober 1998 und eine Verkündung im Verkehrsblatt vom 12. November 1998 geändert. Diese Verkündung trat am 12. November 1998 in Kraft. Am 20. Juni 2001 wurde eine erneute Überarbeitung der Baustelleninformationsschilder für Bundesfernstraßen bekanntgegeben und am 14. Juli 2001 veröffentlicht. Die 1998 eingeführten Schilder blieben noch bis 16. Mai 2011 gültig.

Das vom 12. November 1998 bis 16. Mai 2011 gültige Baustellen-informationsschild für Bundesautobahnen.
Das vom 12. November 1998 bis 16. Mai 2011 gültige Baustellen-informationsschild für Bundesstraßen.
Das neue, seit 20. Juni 2001 gültige Baustellen-informationsschild für Bundesautobahnen.
Das neue, seit 20. Juni 2001 gültige Baustellen-informationsschild für Bundesstraßen.

Am 27. Juni 2001 wurde von der Bundesanstalt für Straßenwesen (BaSt) ein Baustelleninformationsschild veröffentlicht, das auf eine Fördermaßnahme der Europäischen Union hinweist.

Baustelleninformationsschild, EU-Fördermaßnahme

Die Zulassung der weißen Hinweisschilder auf Gottesdienste definierte ein Ministererlass vom 19. Juli 1960, der im Verkehrsblatt verkündet und am 31. August 1960 veröffentlicht wurde. Ein weiterer Erlass vom 6. Juni 1961 machte deutlich, dass zusätzlich unter dem Hinweisschild ein Zusatzschild angebracht werden konnte, das den Namen der Kirche nannte oder die Anfahrt erläuterte. Die Kosten für die Aufstellung der Zeichen waren von den Gemeinden selbst zu tragen. Am 11. August 2008 wurde dieser Erlass aufgehoben und am 22. Dezember 2008 durch eine neue Verwaltungsvorschrift des Innenministerium ersetzt, die am 1. Januar 2009 Gültigkeit erlangte. Unter anderem wurde nun festgelegt, dass die Schilder „keine amtlichen Hinweiszeichen im Sinne der Straßenverkehrsordnung“ sind. Wie bereits in der Vergangenheit, waren die Kosten für diese Zeichen von den Gemeinden zu tragen.

Zeichen am Ortseingang: Heilige Messe
Zeichen am Ortseingang: Evangelischer Gottesdienst
Zeichen am Ortseingang: Heilige Messe und Evangelischer Gottesdienst

### Veröffentlichungen des Bundesverkehrs- und Verteidigungsministeriums
Die runden gelben und orangefarbenen Zeichen weisen auf die Tragfähigkeit von Straßenbauwerken hin. Sie zeigen die höchstzulässige Militärische Lastenklasse und sind nur für Militärfahrzeuge von Bedeutung. Die Ziffern entsprechen dem Fahrzeuggewicht in Tonnen. Die Zeichen zur militärischen Lastenklasse wurden nach der Wende regulär nicht auf dem ehemaligen Staatsgebiet der DDR aufgestellt und werden seit 1993, zunächst auf Autobahnen, abgebaut. Seit 2009 ordnet das Bundesverteidigungsministerium eine Neuaufstellung der Lastenklassen-Beschilderung nicht mehr an. Fristen für ihren Abbau wurden aber bis zur Neufassung der StVO von 2013 nicht ausgegeben.

Normalschild für Fahrbahnbreiten b < 5,50 m (einspuriger Verkehr)
Sonderschild für Fahrbahnbreiten b < 5,50 m (einspuriger Verkehr).
Normalschild für Fahrbahnbreiten b ≥ 5,50 m (zweispuriger Verkehr).
Sonderschild für Fahrbahnbreiten b ≥ 5,50 m (zweispuriger Verkehr), Räderfahrzeuge
Sonderschild für Fahrbahnbreiten b ≥ 5,50 m (zweispuriger Verkehr), Kettenfahrzeuge

### Veröffentlichungen des Landwirtschaftsministeriums

Ehemaliges Zusatzzeichen 2531: Tollwut! Gefährdeter Bezirk
Ehemaliges Zusatzzeichen 2531: Tollwut! Gefährdeter Bezirk

Das ehemalige Zusatzzeichen 2532 mit der Formulierung Wildtollwut hat bereits seit dem 1. Juni 1991, dem Tag der Inkrafttretung der Tollwut-Verordnung vom 23. Mai 1991, keine amtliche Wirkung mehr, wird aber als nichtamtliches Sonderschild weiterhin hergestellt und vertrieben. Hersteller haben das Schild daher teils auch mit variierender Gestaltung noch im Angebot. Alte ehemals offizielle Schilder sind zudem weiterhin in der Landschaft zu finden.

Ehemaliges Zusatzzeichen 2532: Wildtollwut! Gefährdeter Bezirk
Ehemaliges Zusatzzeichen 2532: Wildtollwut! Gefährdeter Bezirk

### Veröffentlichungen verschiedener Länder
Das an Straßen, Wegen und Plätzen mit nichtöffentlichem Verkehr vorgesehene Zeichen Wasserschutzgebiet wurde in verschiedenen Bundesländern erlassen. Beispielsweise weist im Freistaat Bayern erstmals ein Schreiben des Bayerischen Staatsministeriums des Innern (BStMI bzw. hier: IMS) vom 19. Juli 1967 auf die Kennzeichnung hin. In der Fassung vom 7. April 1971 wird dieses Zeichen in Anlage 2a dargestellt.

Wasserschutzgebiet

## Lichtzeichen- und Blinklichtanlagen für Bahnübergänge in Schienenhöhe
Diese Zeichen waren nicht in die Straßenverkehrsordnung aufgenommen worden. Ihre Anordnung und Aufstellung regelte die Eisenbahn-Bau- und Betriebsordnung (EBO).
Als Novelle der Eisenbahn-Bau- und Betriebsordnung vom 8. Mai 1967 erschien 1991 die Dritten Verordnung zur Änderung der Eisenbahn-Bau- und Betriebsordnung (EBO) vom 8. Mai 1991, die einen Tag nach der Verkündung, am 17. Mai 1991, in Kraft trat, regelte die Beschilderung unmittelbar an den Bahnanlagen. Nach dieser Verordnung sollten bisher errichtete Blinklichtanlagen zwar bestehen bleiben, aber nicht mehr neu angeordnet werden. An deren Stelle sollten Lichtzeichenanlagen aufgestellt werden. Während des Gültigkeitszeitraums der StVO von 1992 blieben jedoch die ab 1961 aufgestellten Blinklichtanlagen im westdeutschen Straßenbild allgegenwärtig.

Lichtzeichen
Lichtzeichen mit Halbschranke oder Schranke
Andreaskreuz mit Blinklicht für unbeschrankte oder halbbeschrankte Bahnübergänge
Andreaskreuz mit Blinklicht, Wecker und Leuchtschriftzug an abgelegenen Wegen
Rotes Blinklicht mit Halbschranke

## Kennzeichnung und Sicherung von Bahnübergängen (BOStrab)
Am 1. Januar 1988 trat eine Neufassung der Verordnung über den Bau und Betrieb der Straßenbahnen (Straßenbahn-Bau- und Betriebsordnung – BOStrab) in Kraft, die auch straßenverkehrsrelevante Zeichen enthielt. Zu den damals vorgestellten Verkehrszeichen gab es auch im gesamten Wirkungszeitraum der 1992 in Kraft getretenen StVO keinerlei Änderungen.

Bild 1 Andreaskreuz. Der Blitzpfeil in der Mitte des Andreaskreuzes zeigt an, dass die Strecke elektrische Fahrleitung hat.
Bild 2 Lichtzeichen. Bei beengten Verhältnissen darf das Andreaskreuz neben oder über dem Lichtzeichen angebracht sein.
Bild 3 Lichtzeichen mit Halbschranke. Die Halbschranke darf auch senkrecht gestreift sein.